# Église Notre-Dame-des-Blancs-Manteaux
Pour les articles homonymes, voir Église Notre-Dame, Notre-Dame et Blancs-Manteaux.
L'église Notre-Dame-des-Blancs-Manteaux est une église catholique parisienne, située au no 12 de la rue des Blancs-Manteaux (4e arrondissement de Paris), dans le quartier du Marais. Elle est dédiée à la Vierge depuis 1258, date de l’installation des « Serviteurs de la Sainte Vierge » à la demande du chevalier Pierre Luillier et son épouse Mahaut Boucher d'Orsay, et de la construction de la première église orientée est-ouest, le long de la rue des Blancs-Manteaux. Elle est aujourd'hui servie par des prêtres de la communauté Saint-Martin.

## Historique

### Les premiers bâtiments
La première église est érigée par l'ordre des Serviteurs de la Sainte Vierge, un ordre mendiant approuvé en 1257 par Saint Louis, l'évêque de Paris Renaud III Mignon de Corbeil, et avec l'autorisation de Robert 1er de Clairbec, abbé du Bec-Hellouin. Comme les membres de cet ordre sont habillés d'une robe noire et d'un manteau blanc, ils sont surnommés les « Blancs-Manteaux », d'où le nom vernaculaire de l'église. En 1274, le deuxième concile de Lyon supprime l'ordre et les quatre frères servants rejoignent l’ordre de Saint-Guillaume. Ceux-ci étaient vêtus de manteaux noirs, et étaient appelés communément les « Guillemites », ce qui explique le nom de la rue des Guillemites voisine.

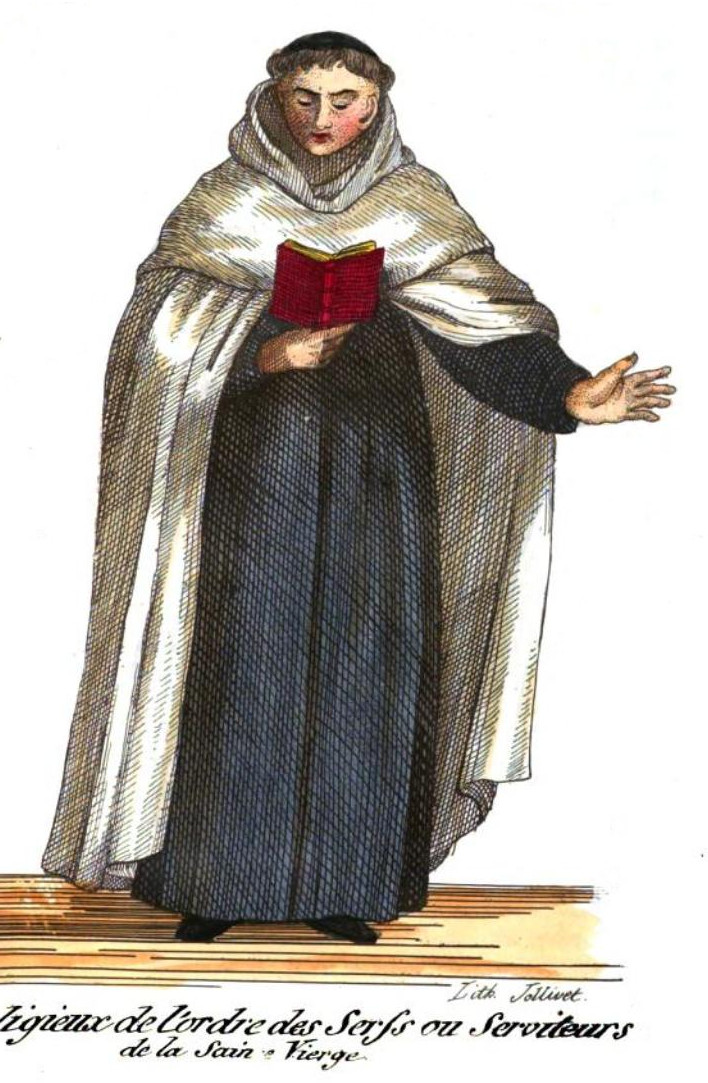
Fondateurs de la première église des Blancs-Manteaux, les moines « Serviteurs de la Sainte Vierge » portaient manteau blanc et robe noire. Le nom vernaculaire est resté.

Le monastère des Blancs-Manteaux comporte d'importants bâtiments, une chapelle et des jardins. Au XVIIe siècle, il abrite des bénédictins. La chapelle est alors orientée dans le sens normal (est-ouest), et longe la rue des Blancs-Manteaux.

Les premiers bâtiments
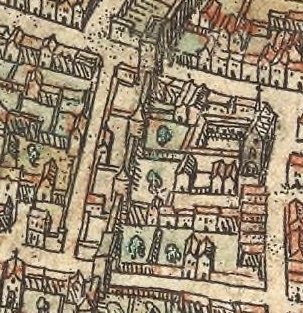
Vers 1530.
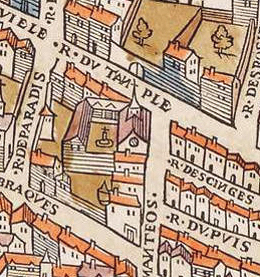
Vers 1550.
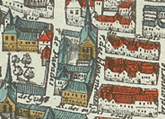
Vers 1615.

C'est dans cette église qu'est déposé en 1407 le corps du duc Louis Ier d'Orléans (frère de Charles VI) après son assassinat à l'angle de la rue Vieille-du-Temple par les hommes de Jean-sans-Peur.
En France, le cardinal de Retz ferma le monastère des Blancs-Manteaux à Paris en 1618, pour cause de « grand désordre ».

### La seconde église
L'église est reconstruite de 1685 à 1690 perpendiculairement à la rue des Blancs-Manteaux, désormais orientée nord-sud, sous le priorat d'Antoine de Machy, selon les plans de Charles Duval, avec un nouveau couvent.

La seconde église
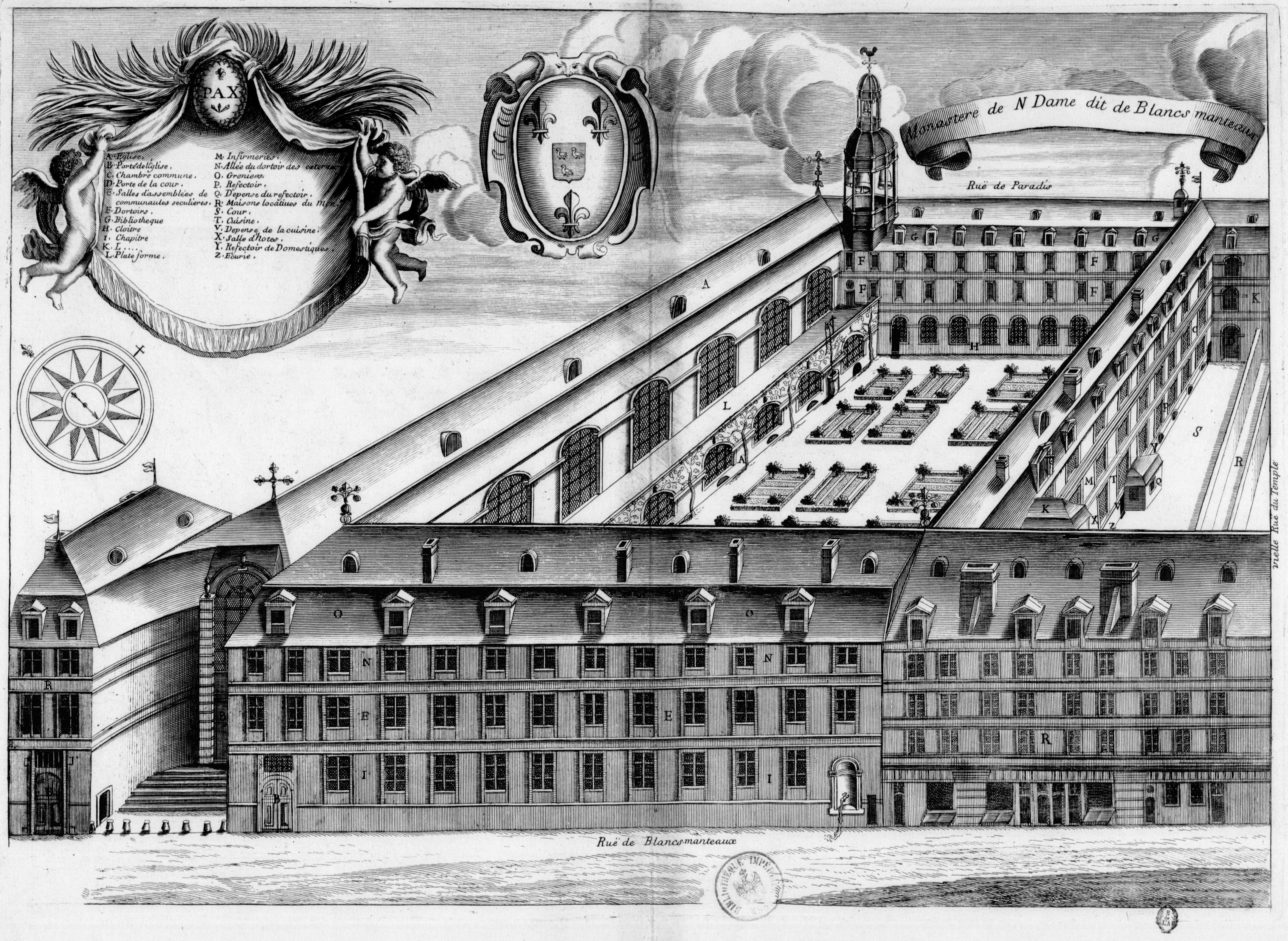
Monastère des Blancs-Manteaux à la fin du XVIIe siècle vu depuis la rue des Blancs-Manteaux ; l'église est le bâtiment situé à l'extrême gauche de l'image.
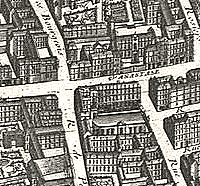
Vers 1739 sur le plan de Turgot.

Les religieux sont chassés sous la Révolution et les bâtiments vendus comme bien national. Le mont-de-piété annexe une partie des anciens bâtiments conventuels.
Rachetée par la Ville de Paris, l'église est rendue au culte par le concordat de 1801 et devient église paroissiale en 1807.
La façade Sud, ajoutée par Victor Baltard en 1863, provient de l'église Saint-Éloi-des-Barnabites, démolie au moment du percement du boulevard du Palais sur l'île de la Cité, lors des travaux d'Haussmann. La façade avait été construite en 1705 par Cartaud.
L'ancienne fontaine du monastère (1719) est remontée en 1929 contre le mur est de l'église.

Les ajouts
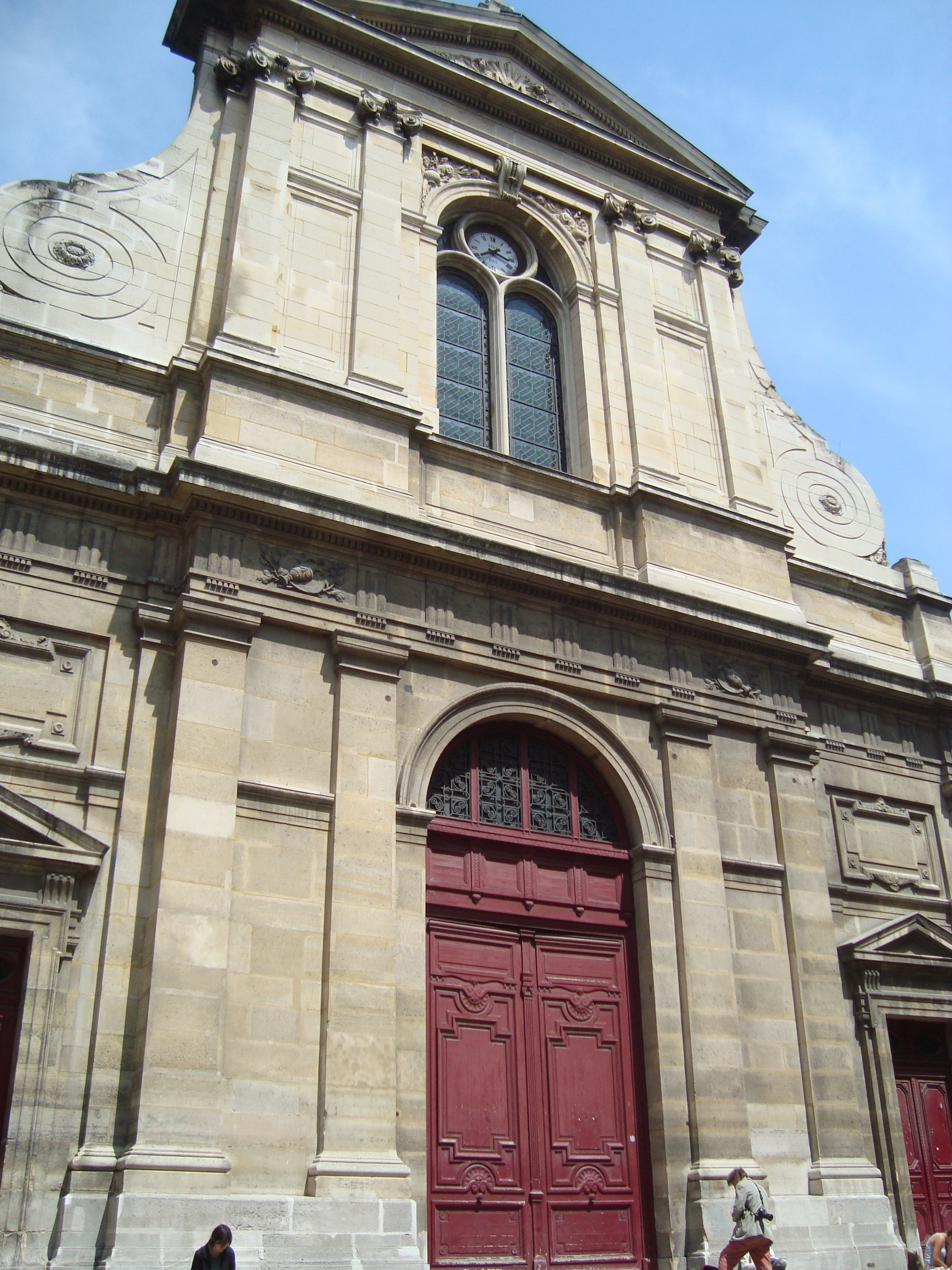
Ancienne façade de l'église Saint-Éloi-des-Barnabites ajoutée en 1863.
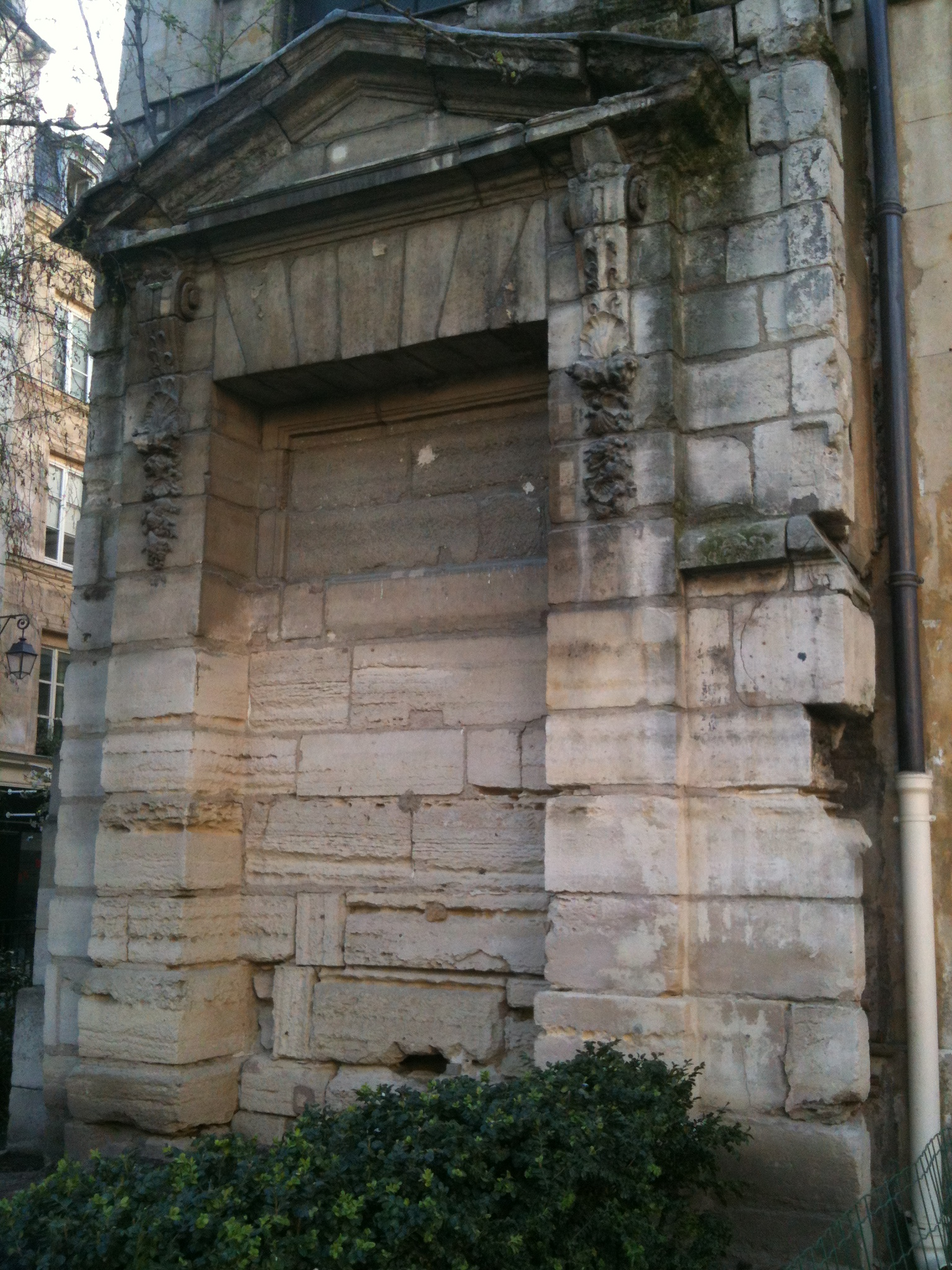
La fontaine (dite des Guillemites) de 1719 remontée en 1929.

L'église actuelle est tout ce qu'il reste de l'ancien couvent. L'église et sa crypte, ainsi que les vestiges du monastère, font l'objet d'un classement au titre des monuments historiques depuis le 14 novembre 1983.

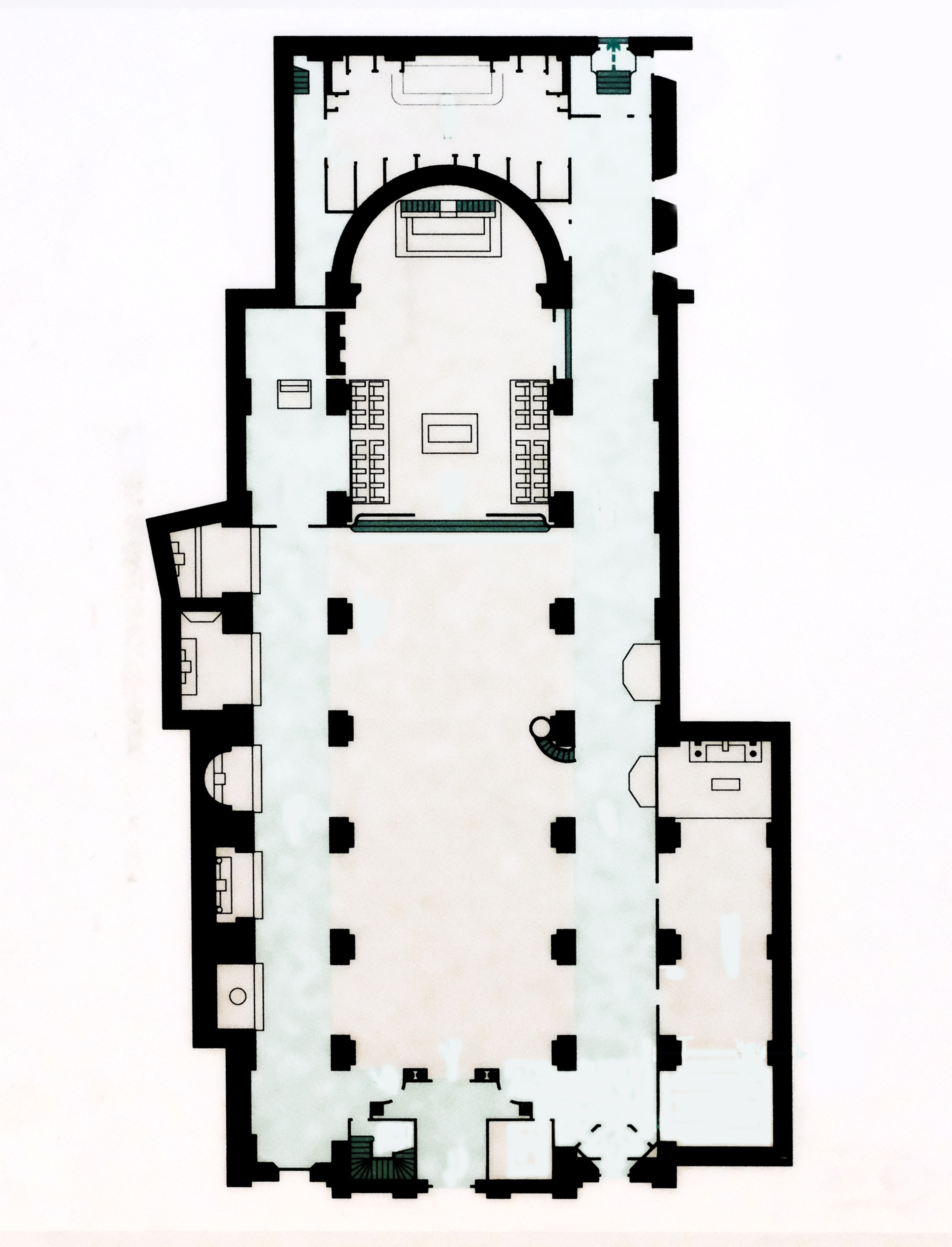
Plan de l'église (le nord est en haut).

## Description

### Plan
L'église orientée nord-sud (chevet au nord) est de plan basilical sans transepts.

### Extérieur
L'église, orientée sud-nord, est longée sur son côté oriental par le square Charles-Victor-Langlois. L'entrée principale se situe, au sud, rue des Blancs-Manteaux mais il existe également une entrée secondaire, au nord, 53, rue des Francs-Bourgeois.
La façade, sobre, de style classique, construite par Cartaud en 1705 pour l'église des Barnabites, démolie par Haussmann lors du percement du boulevard du Palais sur l'île de la Cité, est remontée par Baltard en 1863. Il a ajouté une travée à la nef et créé le tambour  d'entrée  qui soutient la tribune de l'orgue, avec des boiseries du XVIIe siècle provenant de l'ancienne église de l'abbaye Saint-Victor.

Extérieur
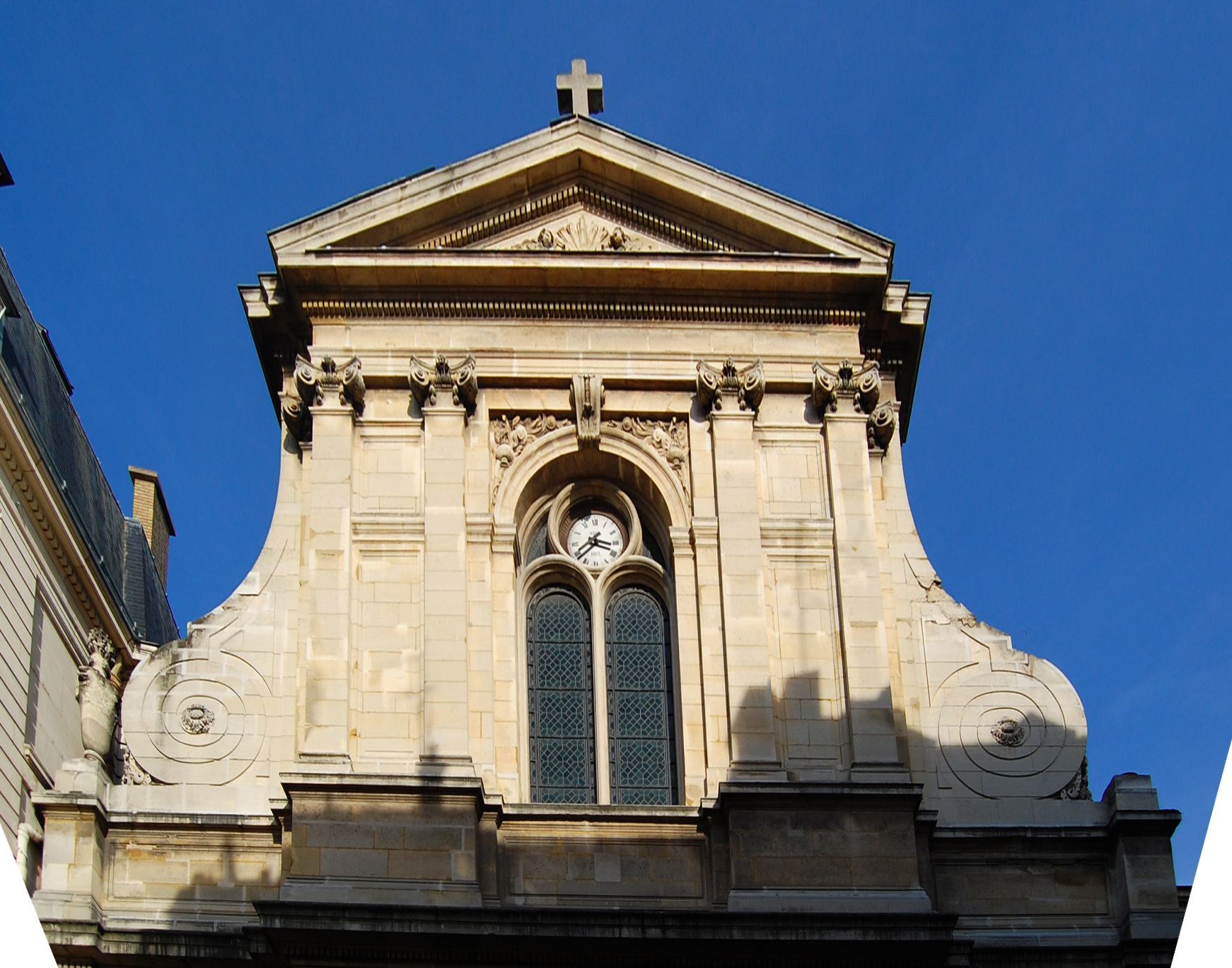
Le haut de la façade.
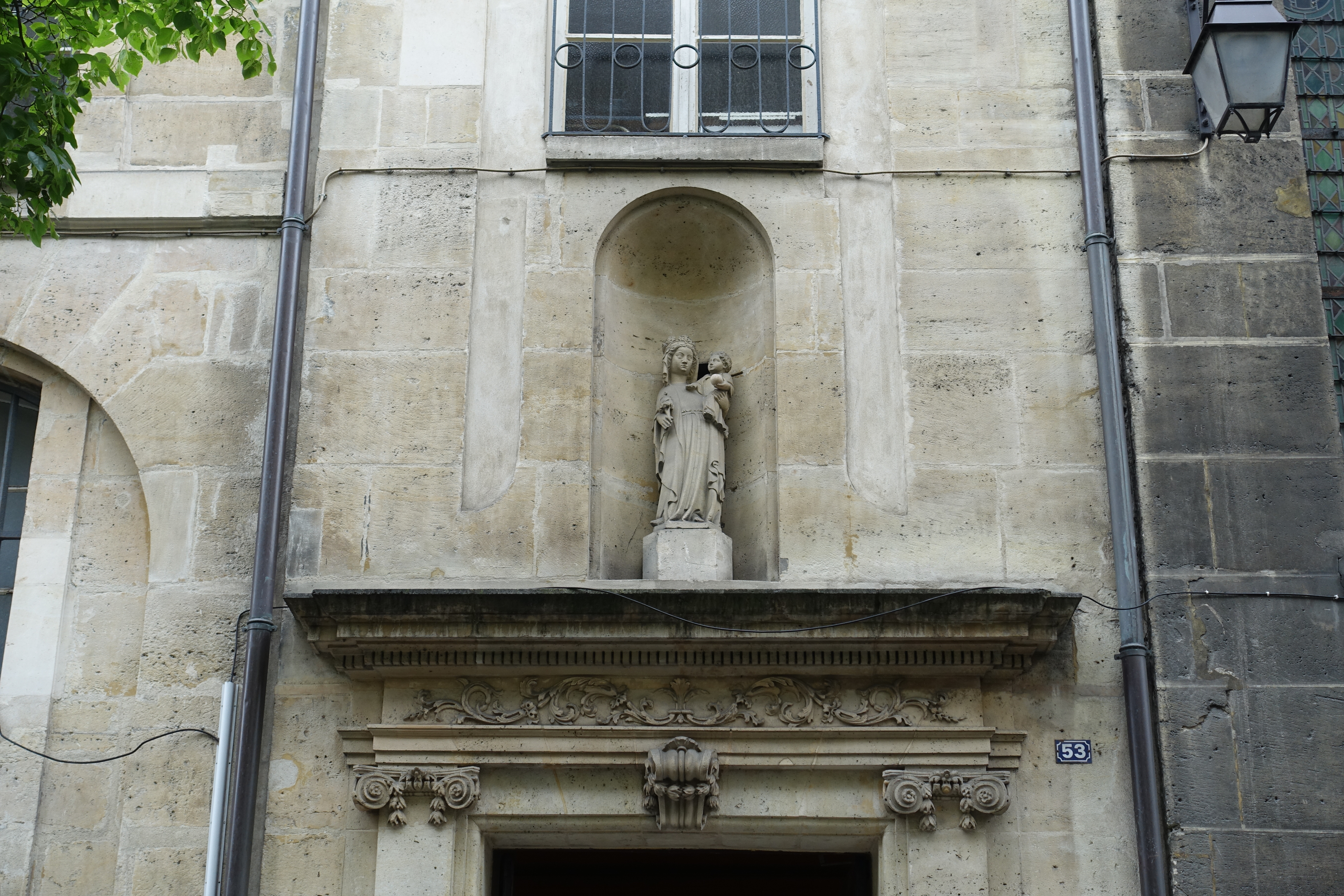
L'entrée nord rue des Francs-Bourgeois au chevet de l'église avec une Vierge à l'Enfant.
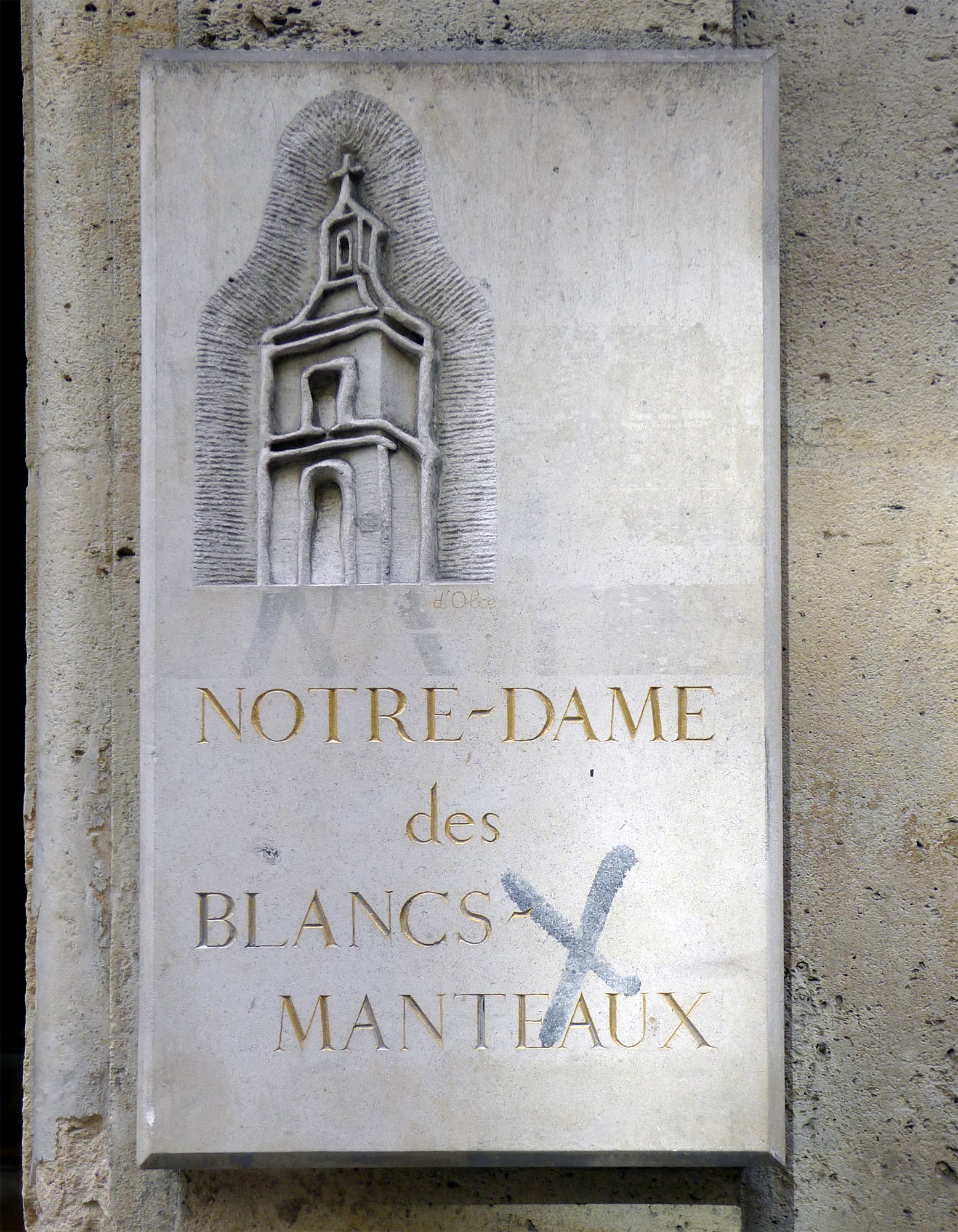
Plaque à l'entrée nord.
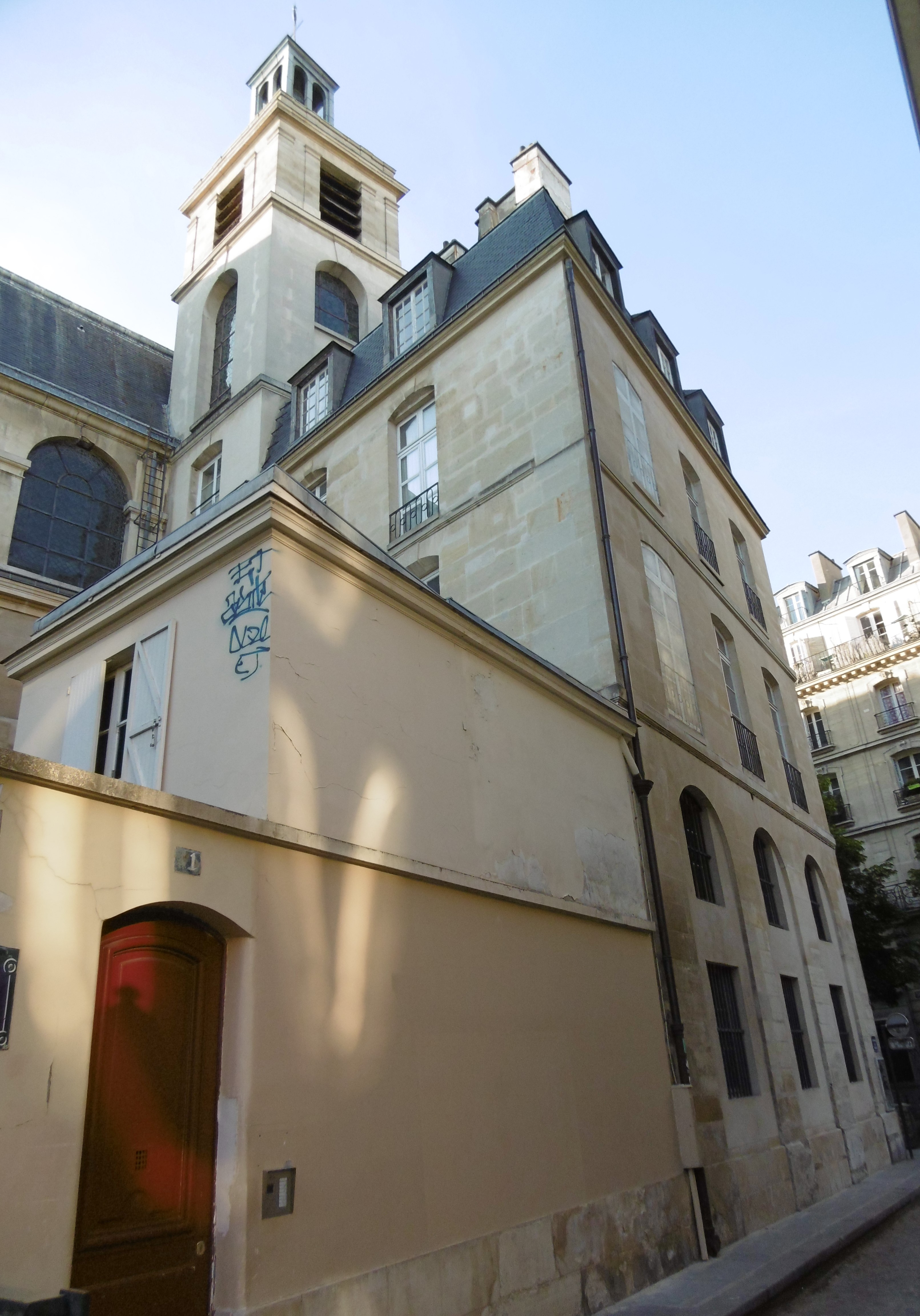
Le presbytère.
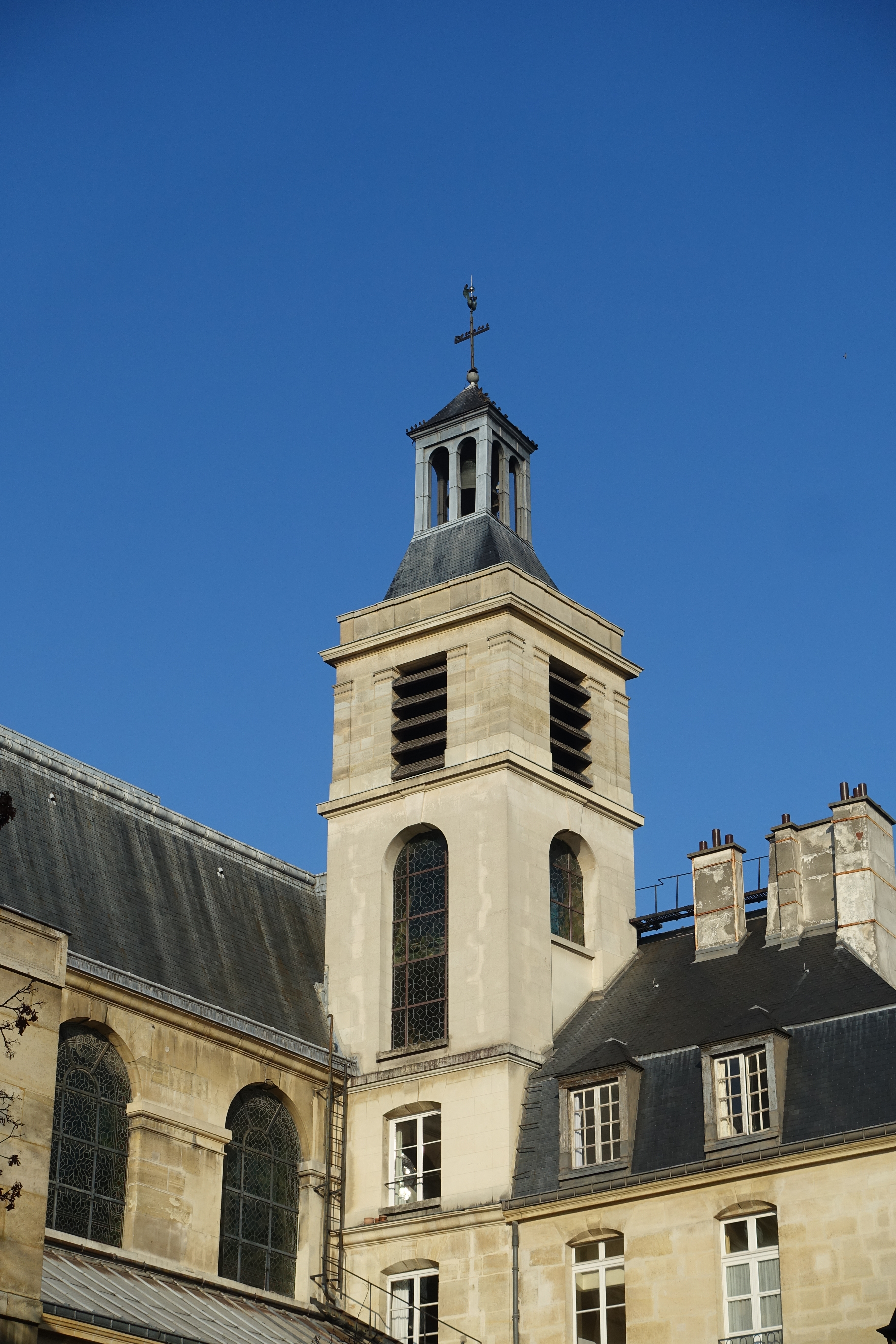
Le clocher.

### Intérieur
À l'intérieur, la lumière qui entre par de grandes fenêtres percées dans la voûte en berceau, éclaire la nef blanche et épurée. Cette disposition attire le regard sur l'autel où est célébrée l'Eucharistie. Les arcs rythmés par des pilastres corinthiens relient la nef aux bas-côtés qui faisaient, naguère, le tour du chœur. Ils sont ornés de médaillons, principalement dédiés aux Apôtres.
Sous la fenêtre centrale, sur l'entablement qui fait le tour de la nef et du chœur, mn’ [Yahve] est inscrit dans un triangle.
Puis, se répondant en vis-à-vis, dix-neuf bas-reliefs mettent en relation l'Ancien et le Nouveau Testament, constituant une suite de symboles bibliques spécifique à cette église.
Ces bas-reliefs sont séparés par les monogrammes des saints liés à l'histoire du lieu dont le AM de l′Ave Maria de l'Annonciation et le SB de saint Benoît ou le SM de saint Maur.
Ces bas-reliefs sont séparés par les monogrammes des saints liés à l'histoire du lieu dont le AM de l′Ave Maria de l'Annonciation et le SB de saint Benoît ou le SM de saint Maur.
Dans l'axe de la nef et au-dessus de l'autel, sous la Gloire entourant l'Esprit saint, la Vierge est représentée émergeant d'une nuée et écrasant le mal symbolisé par un serpent. Cette sculpture en argile peinte a été réalisée en 1831 par le sculpteur rennais Jean-Julien Hérault, également auteur des statues des quatre Évangélistes adossés aux boiseries qui proviennent de l'ancienne abbaye Saint-Victor. Saint Louis et saint Guillaume de Malavalle se font face à l'entrée du chœur.

Nef
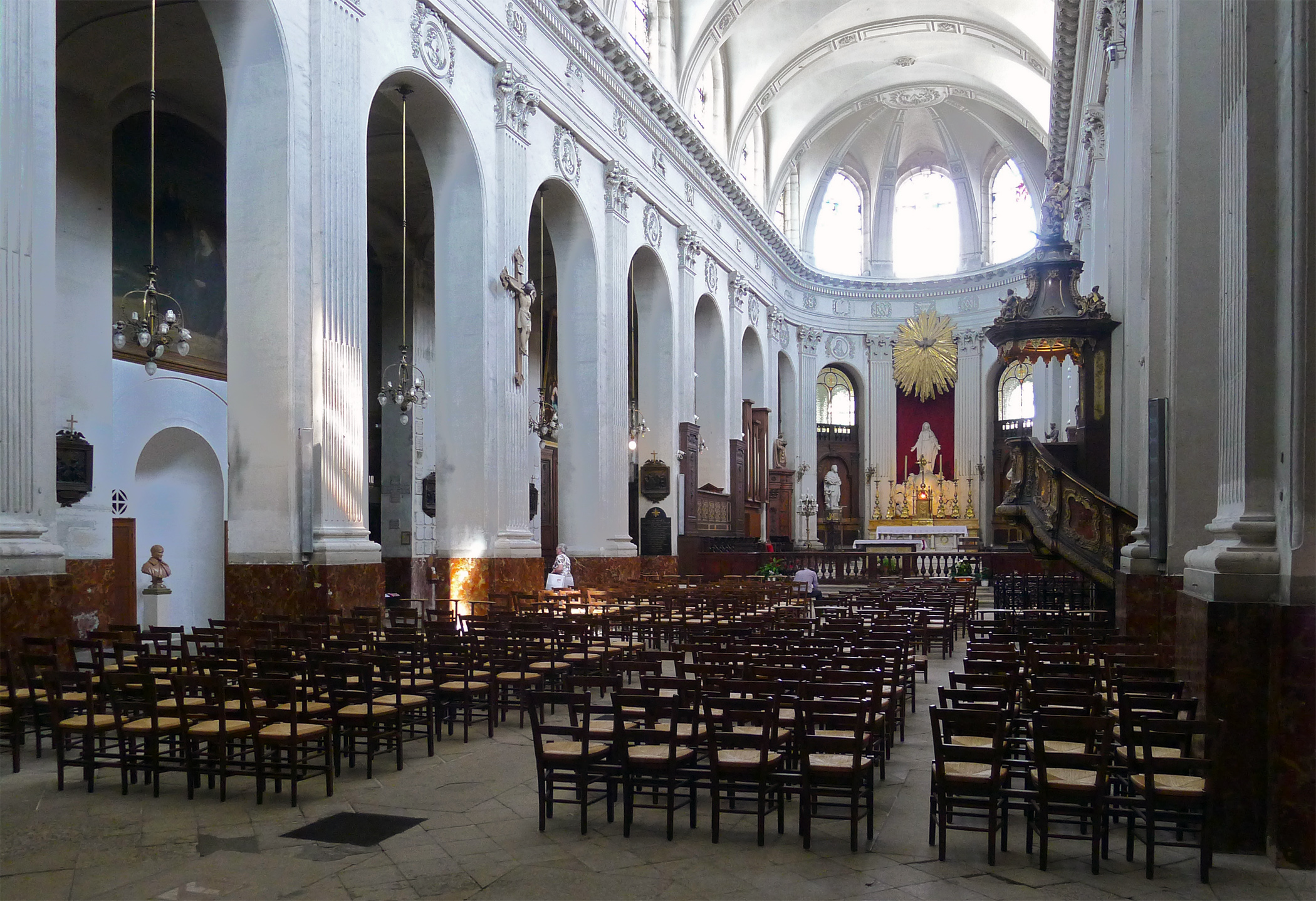
Vue vers l'autel.
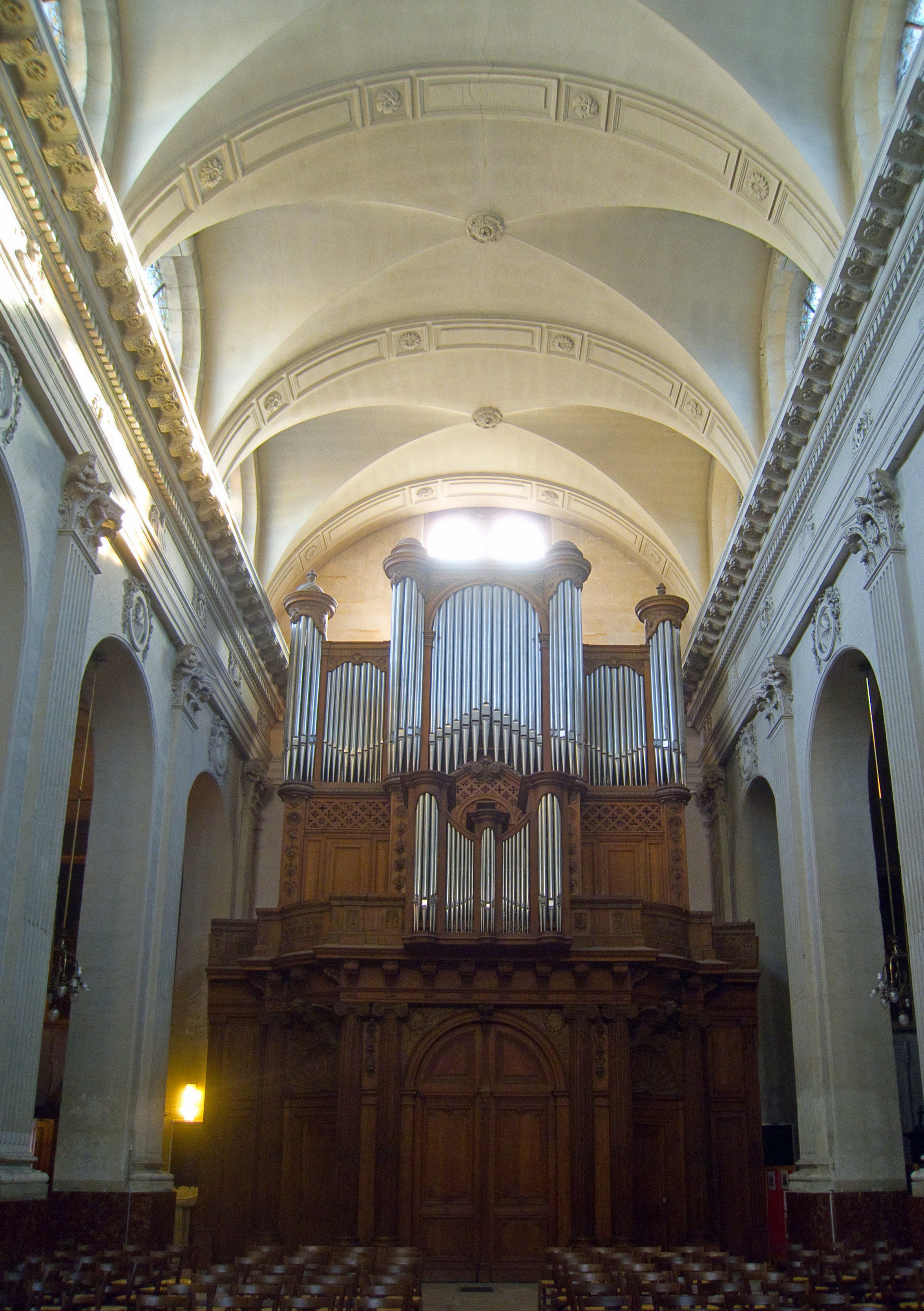
Vers l'orgue.
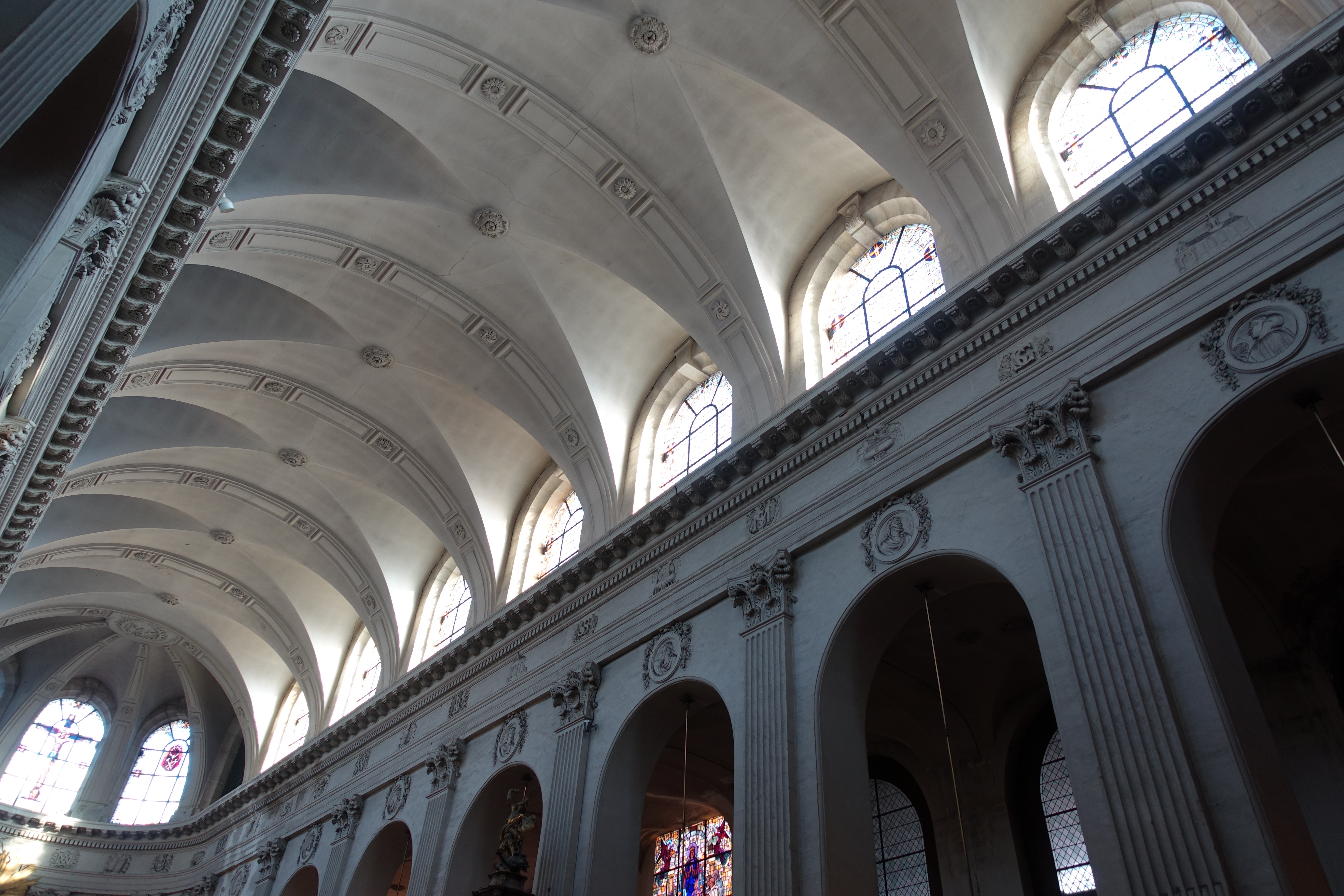
Fenêtres supérieures vers l'abside.
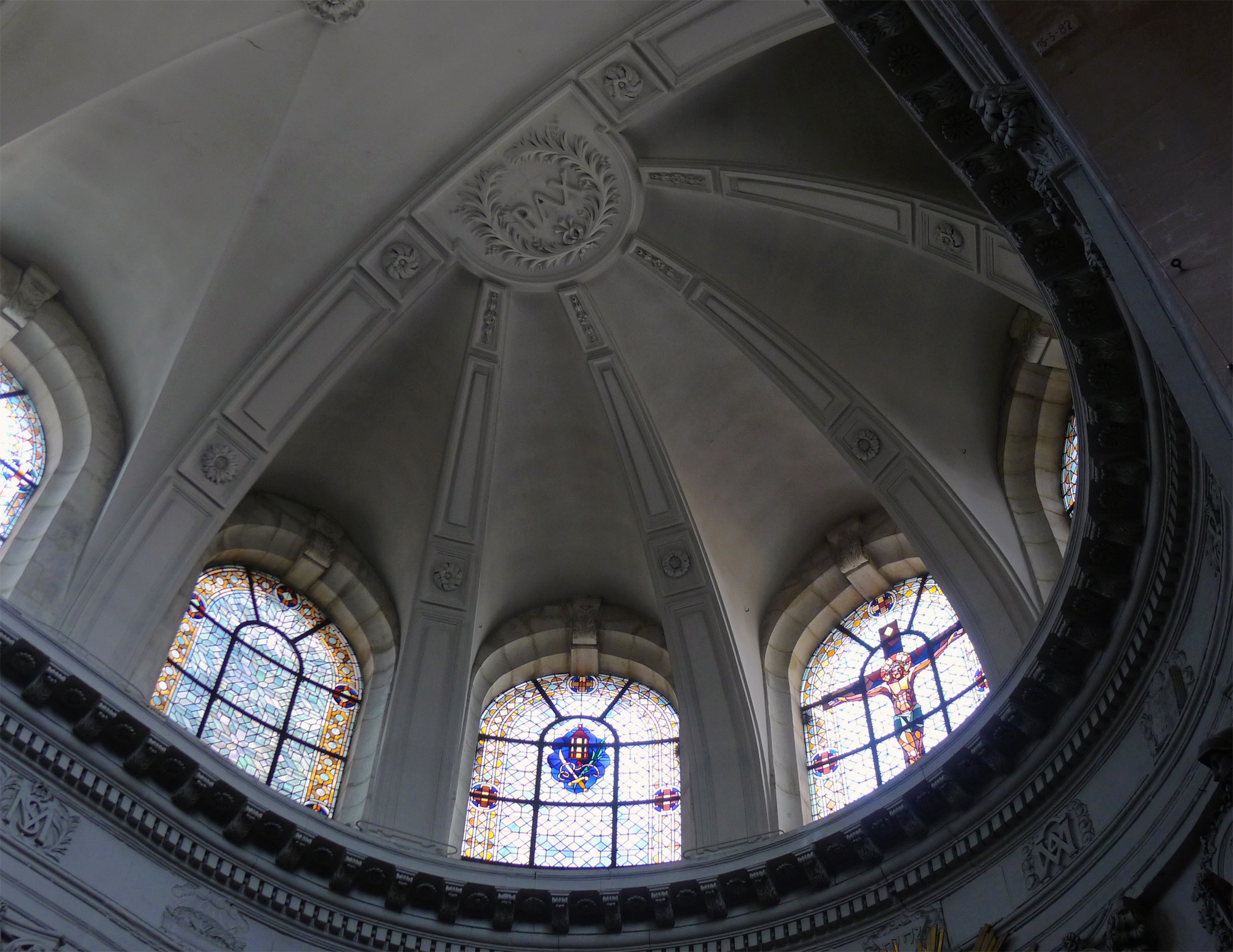
Coupole de l'abside.

Chœur et abside
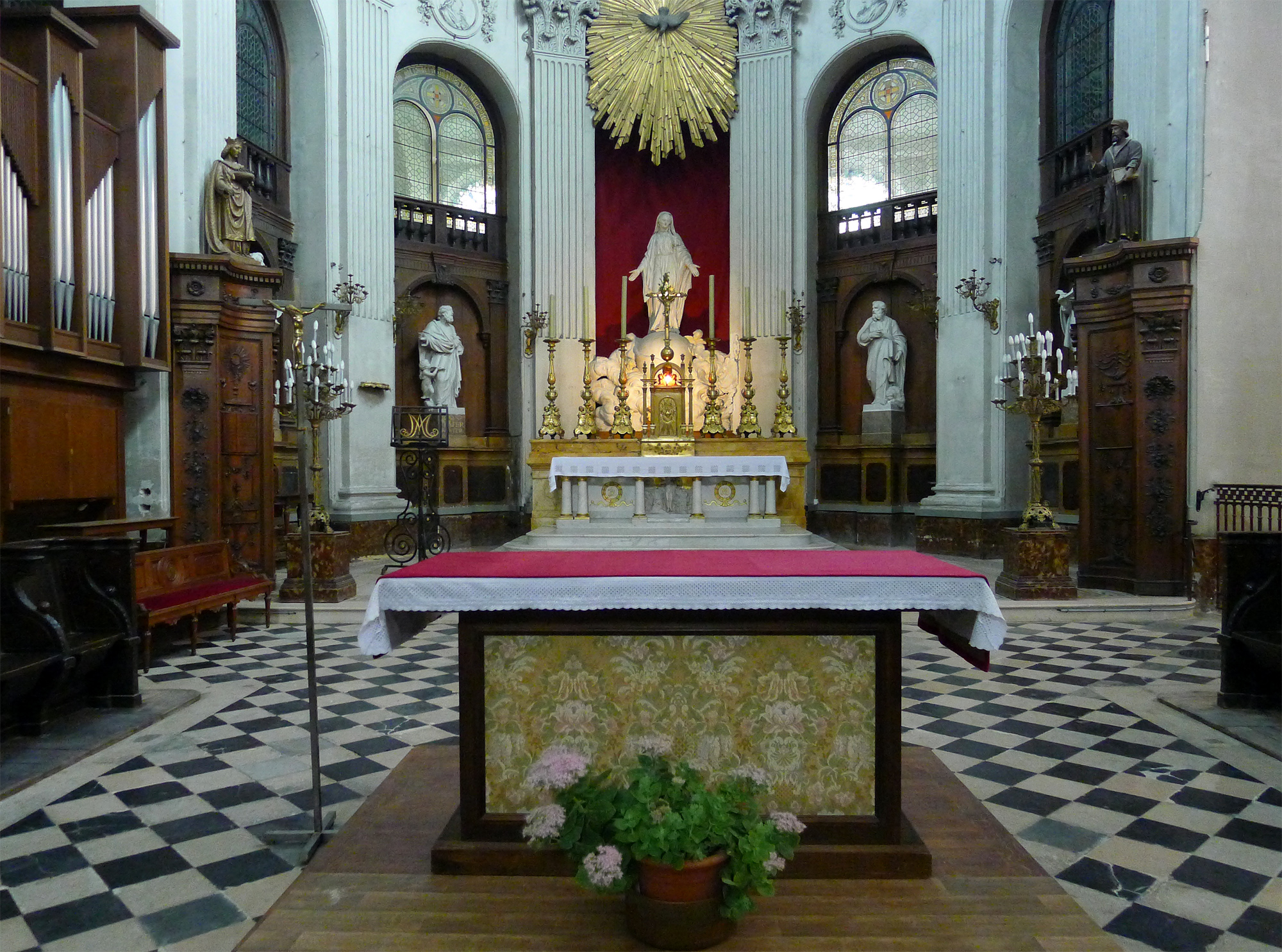
Vue d'ensemble.
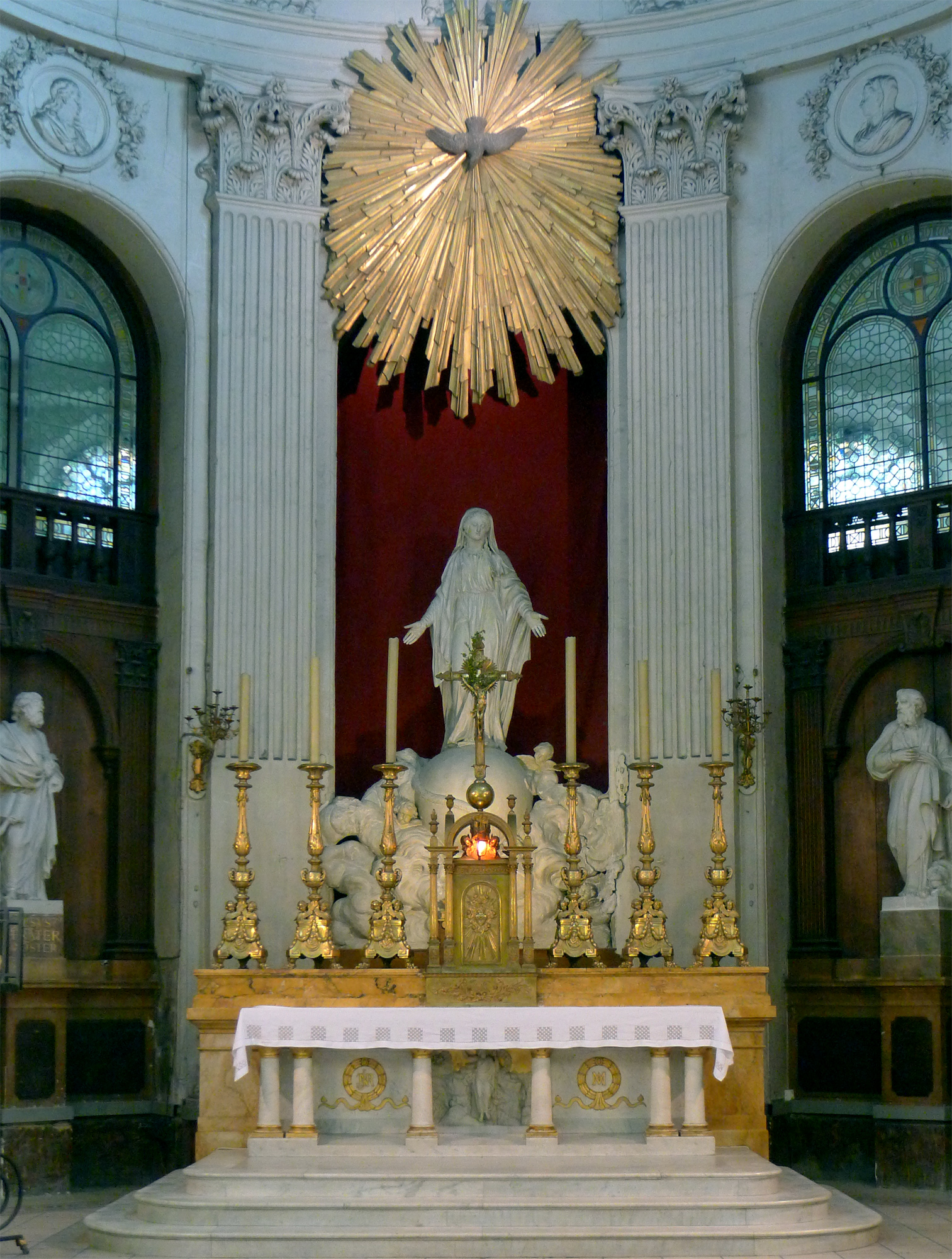
Maître-autel et abside avec la Vierge Immaculée sous la Gloire.
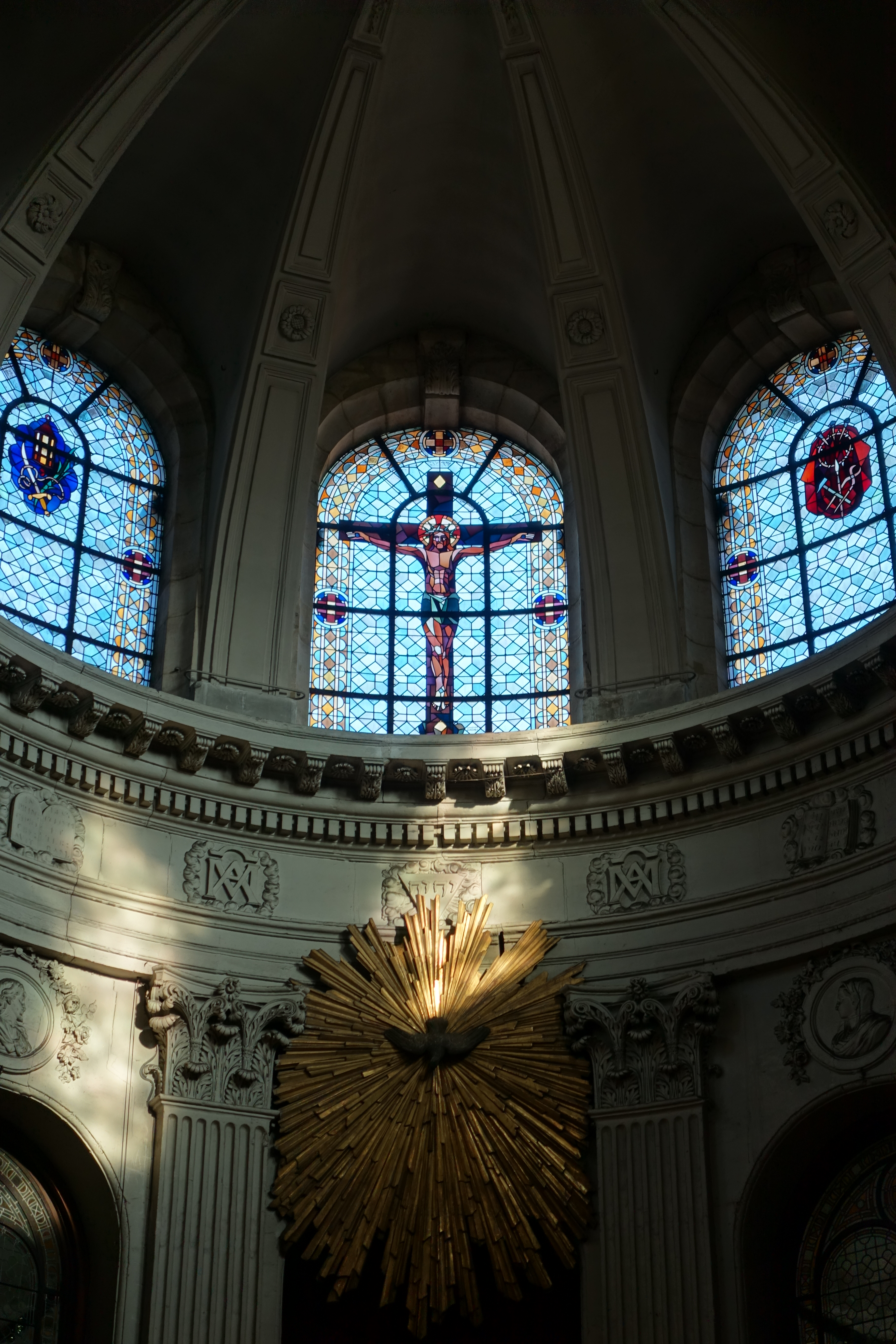
Vitraux de l'abside.

Chapelles
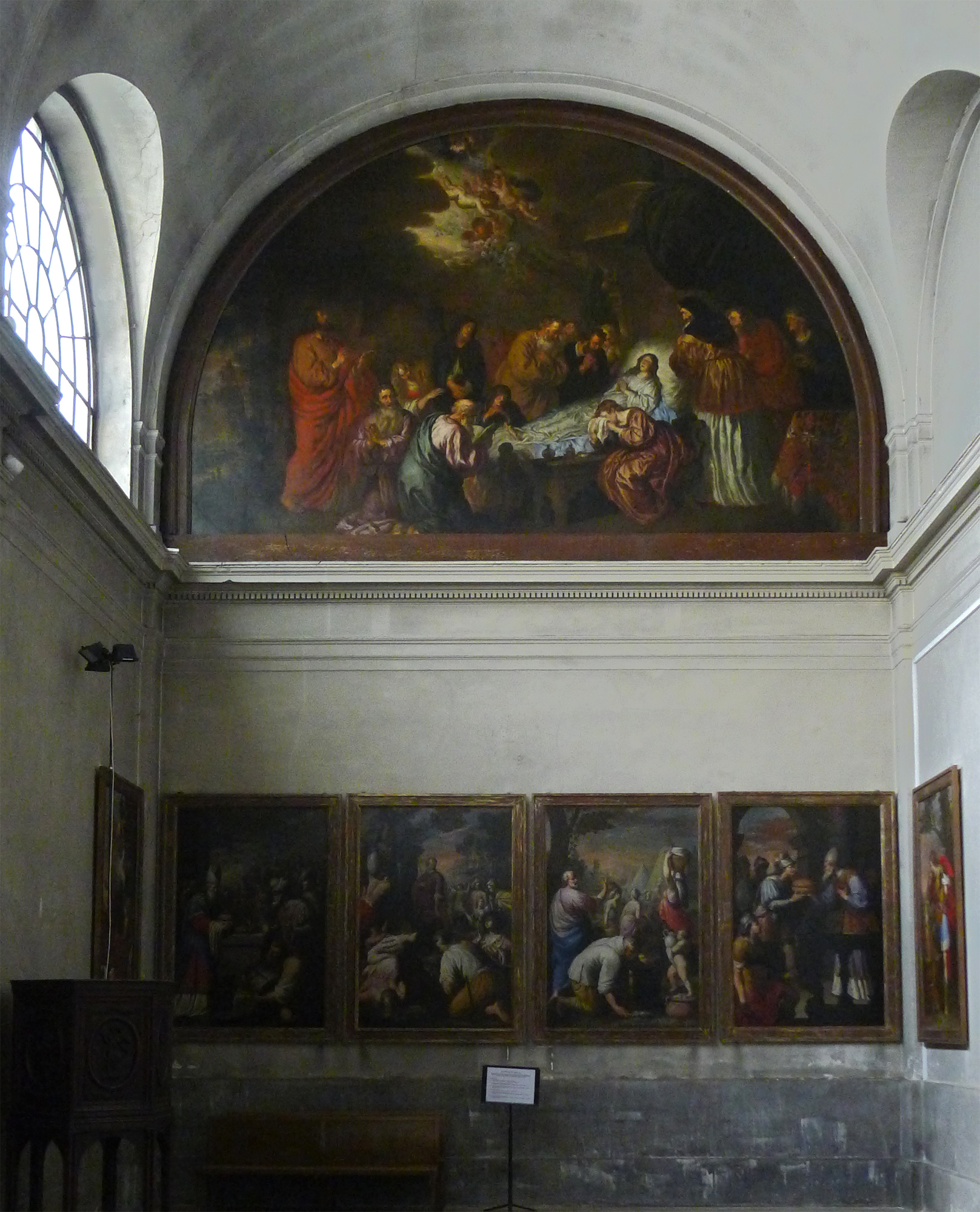
La Mort de sainte Anne, toile monumentale de Joachim Sandrart (1640).
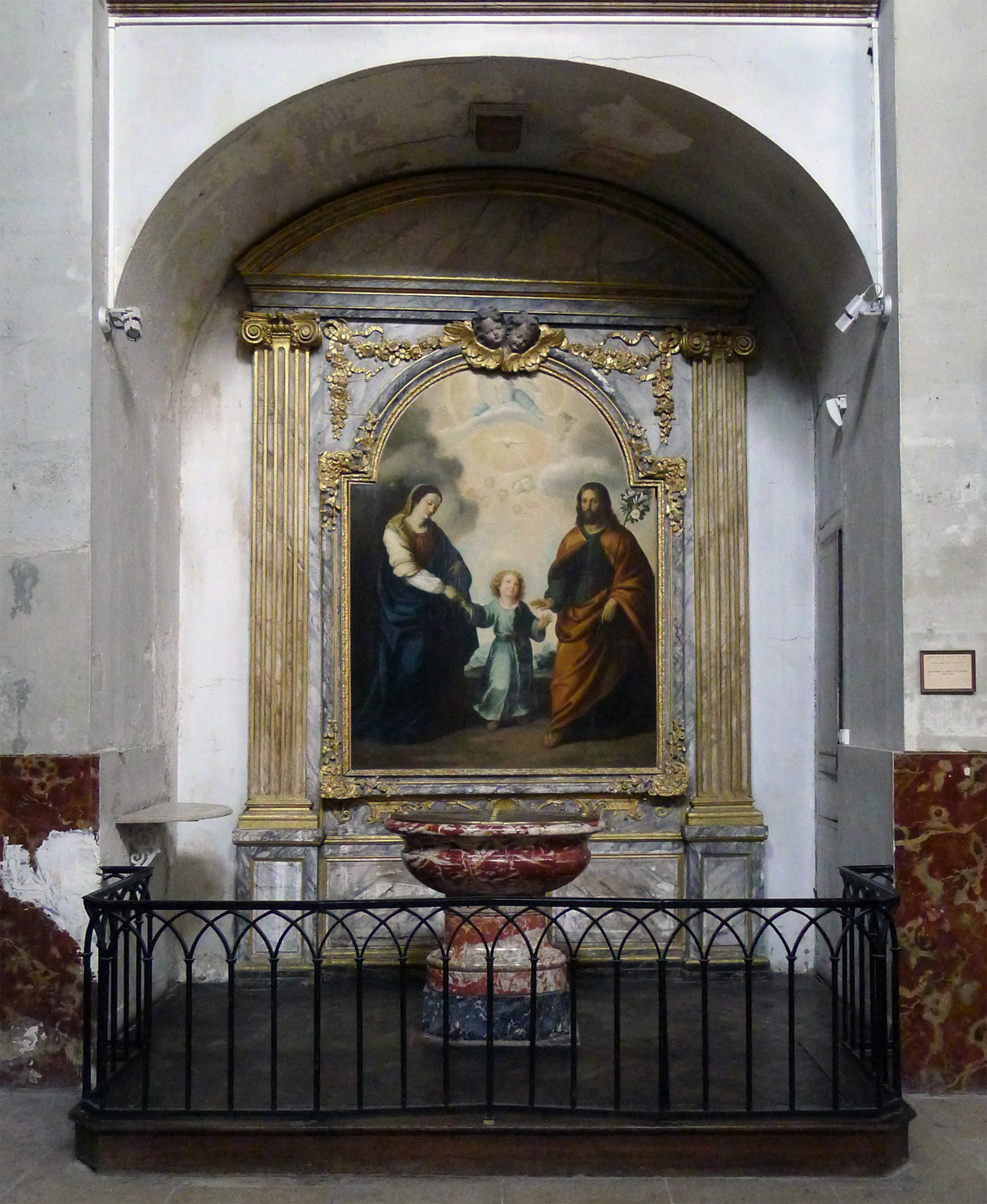
Baptistère avec une toile inspirée de Murillo.
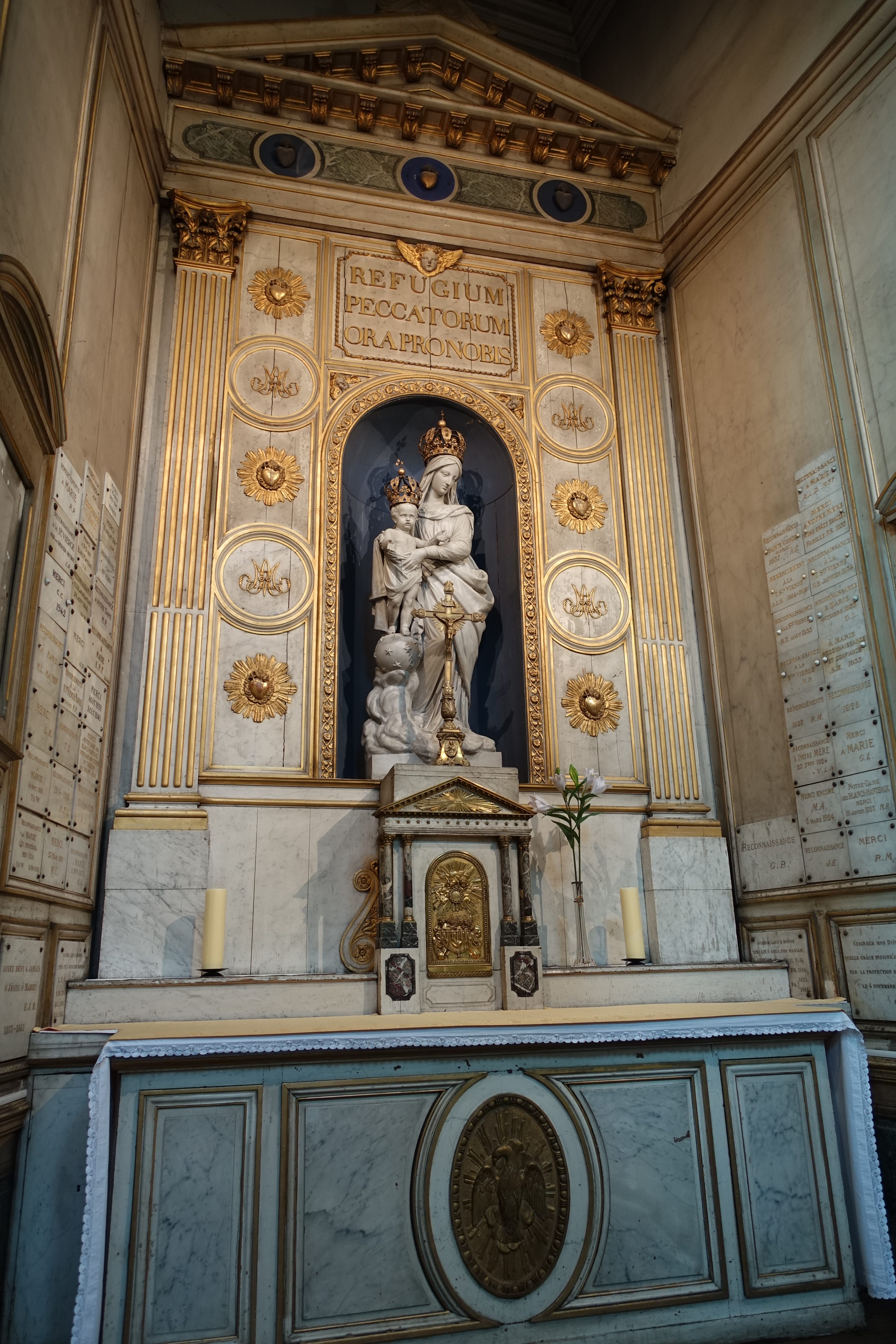
Notre-Dame-des-Victoires entourée d'ex voto.
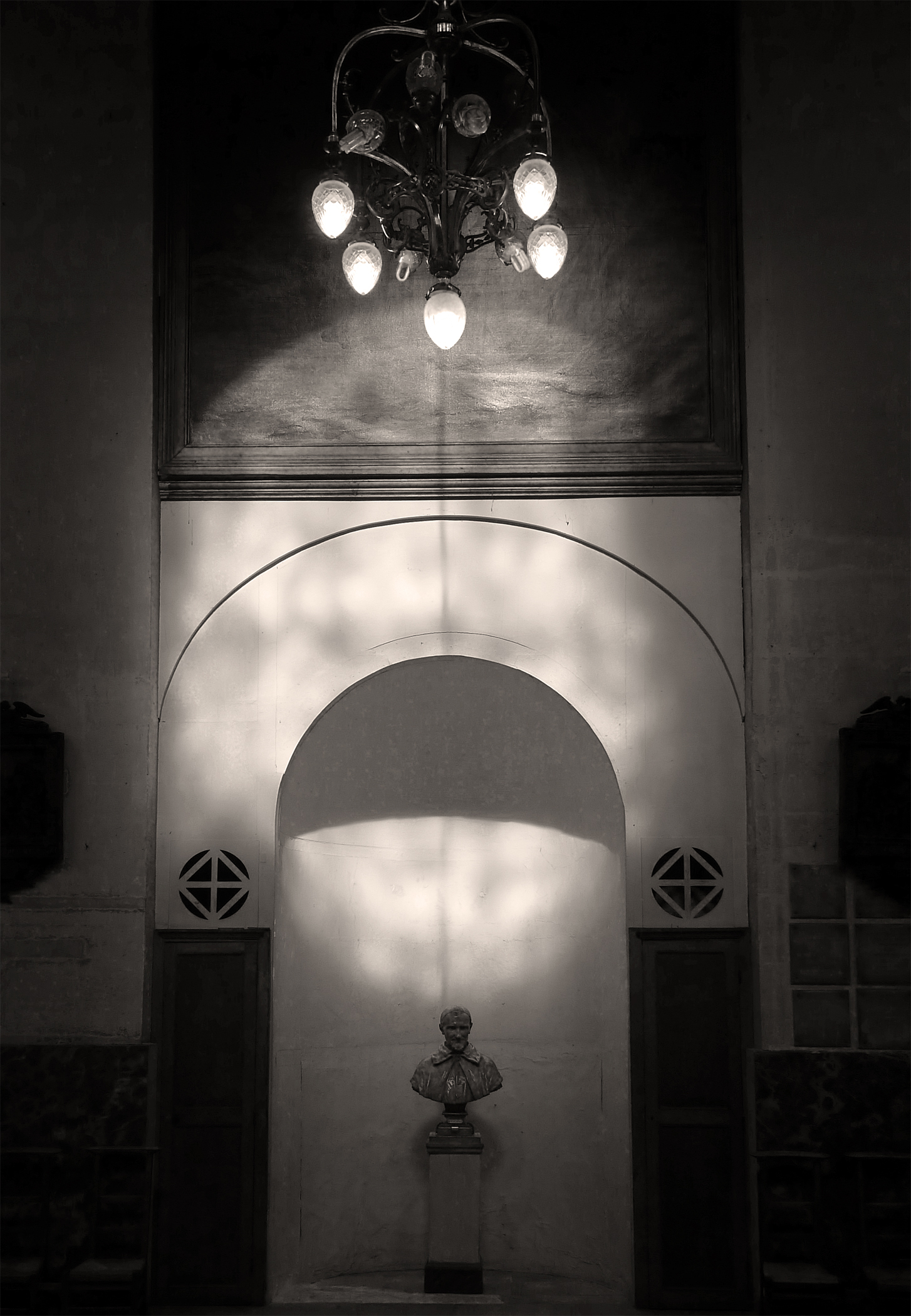
Buste de saint Vincent de Paul.
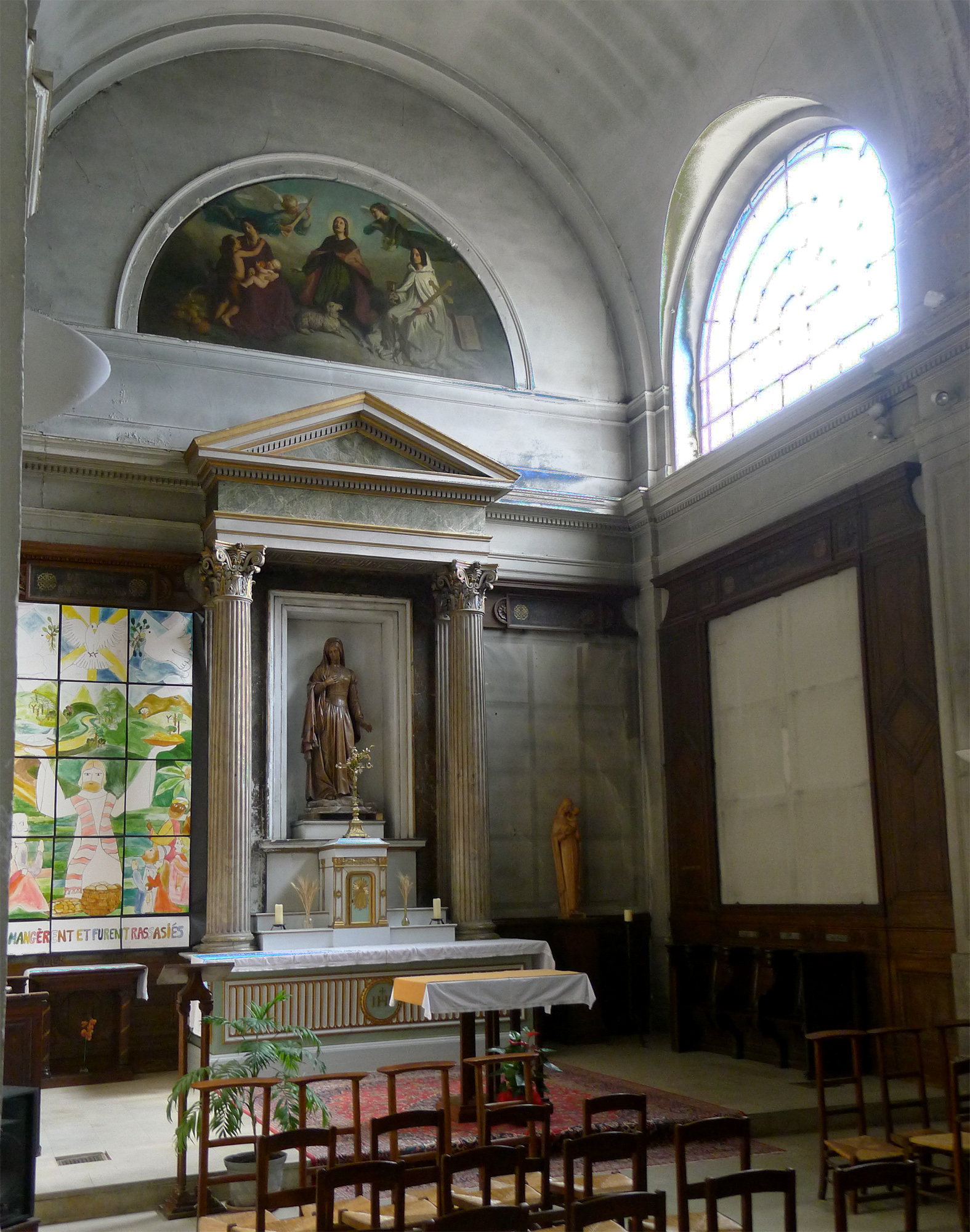
Autel de la chapelle Sainte Geneviève.

En 1802, le clergé eut le souci de redonner un décor et un mobilier liturgique à l'église, pillée à la Révolution, par l'installation des stalles, de la chaire, de la table de communion et l'acquisition d'œuvres d'art.
Dans le bas-côté droit, citons — sous les vitraux créés par Raphaël Lardeur en 1946, racontant l'histoire de l'église — une Vierge à l'Enfant en pierre, de style champenois, du XIVe siècle, située entre deux tableaux du XVIIe siècle.
Dans le bas côté-gauche, la chapelle du baptistère est ornée d'une Sainte Famille surmontée du Baptême de Jésus par Paul Jourdy.
En remontant vers l'orgue de chœur on peut admirer une toile de Jean Henry Marlet, Marie-Madeleine essuyant les pieds de Jésus au cours d’un repas chez Simon. Ces œuvres sont représentatives du renouveau de la peinture religieuse au XIXe siècle et reflètent l'influence de grands maîtres des siècles précédents
Les vitraux au-dessus du bas-côté est sont de Raphaël Lardeur et représentent l'histoire du couvent et des deux églises successives. Ils datent de 1946. On remarque ceux illustrant la fondation du couvent par Saint Louis, la reprise du couvent par les Guillemites, le chancelier Le Tellier posant la première pierre de la seconde église en 1685, la fondation du couvent des Carmélites du faubourg Saint-Jacques à Paris par le cardinal de Bérulle et barbe Acarie.

### Mobilier

#### La chaire
Dans l'église se trouve une magnifique chaire classée au patrimoine national. D'origine bavaroise, elle est datée de 1749. Autrefois attribuée à l'École hollandaise, cette chaire qui fut acquise en 1864 puis  restaurée aux dépens de la Fabrique, provient en fait d'une église située en Belgique. Son abat-voix est surmonté d'une statue de saint Michel terrassant Lucifer (Quis ut Deus) et de celles des quatre Évangélistes. La cuve et l'escalier sont ornés de panneaux de marqueterie (bois, étain, ivoire) et d'incrustations de nacre, représentant divers sujets bibliques avec inscriptions ; les bordures de ces panneaux sont en bois sculpté et doré.
Comme le précise le cartouche de chaque médaillon, les scènes qui ornent la cuve sont tirées de la Bible.
Sur la porte, au pied de l'escalier, un homme qui abat un arbre rappelle cette parole de Jésus : « Tout arbre qui ne porte pas de fruit doit être jeté au feu ». Puis en montant, sont tour à tour illustrées des rencontres de Jésus : le mauvais serviteur (« Je t'avais remis toute cette dette parce que tu m'avais supplié. Ne devais-tu pas, à ton tour, avoir pitié de ton compagnon, comme moi-même j'avais eu pitié de toi ? »), l’économe infidèle (« Nul ne peut servir deux maîtres : ou bien il haïra l'un et aimera l'autre... Vous ne pouvez pas servir à la fois Dieu et l'argent »), une discussion de Jésus avec les pharisiens (« Vous cherchez à me tuer, parce que ma parole ne trouve pas sa place en vous »), sa rencontre avec la Samaritaine (« Si tu savais qui est celui qui te dit : donne-moi à boire, c'est toi qui lui aurais demandé, et il t'aurait donné de l'eau vive »), sa rencontre avec Nicodème (« Personne, à moins de naître de l'eau et de l'Esprit, ne peut entrer dans le royaume de Dieu »), son entretien avec un docteur de la Loi (« Tu aimeras le Seigneur ton Dieu de tout ton cœur, de toute ton âme et de tout ton esprit. Tu aimeras ton prochain comme toi-même »).
Sur le dosseret, l’archange Gabriel annonce à Marie qu’elle enfantera le Messie. Au-dessus, deux personnages tiennent chacun un cartouche sur lequel figure un verset tiré du Livre d’Isaïe et un autre du Cantique des Cantiques. Ils encadrent Dieu le Père entouré d’une nuée glorieuse. L’abat-voix est orné d’une Gloire d’où émerge une colombe, symbole de l’Esprit saint . Au-dessus, les quatre Évangélistes, accompagnés de leur animal symbolique soutiennent le combat de saint Michel terrassant le diable, symbole du mal, représenté par un homme au corps nu et noirci.

La chaire
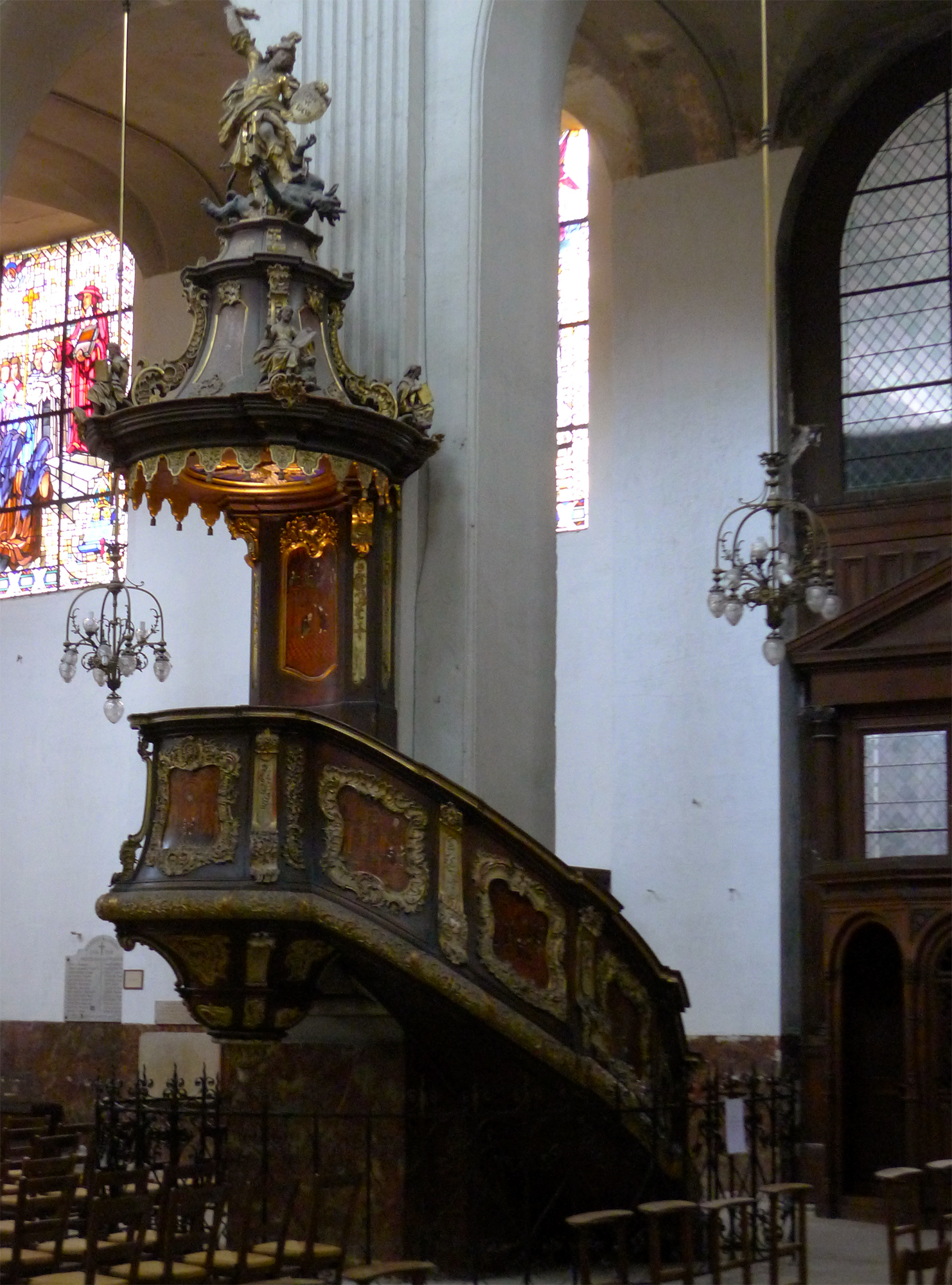
Vue générale de la chaire.
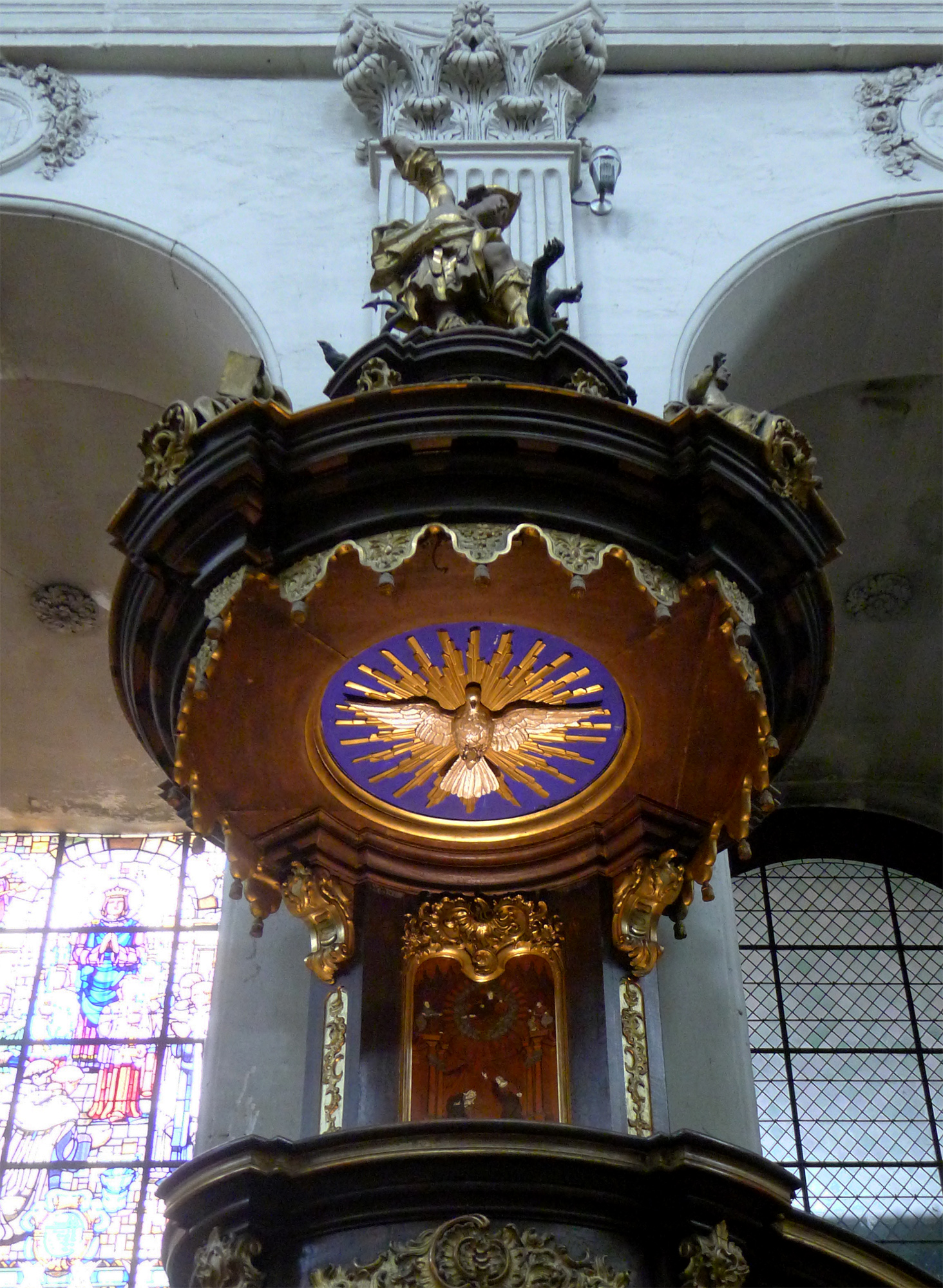
abat-voix.
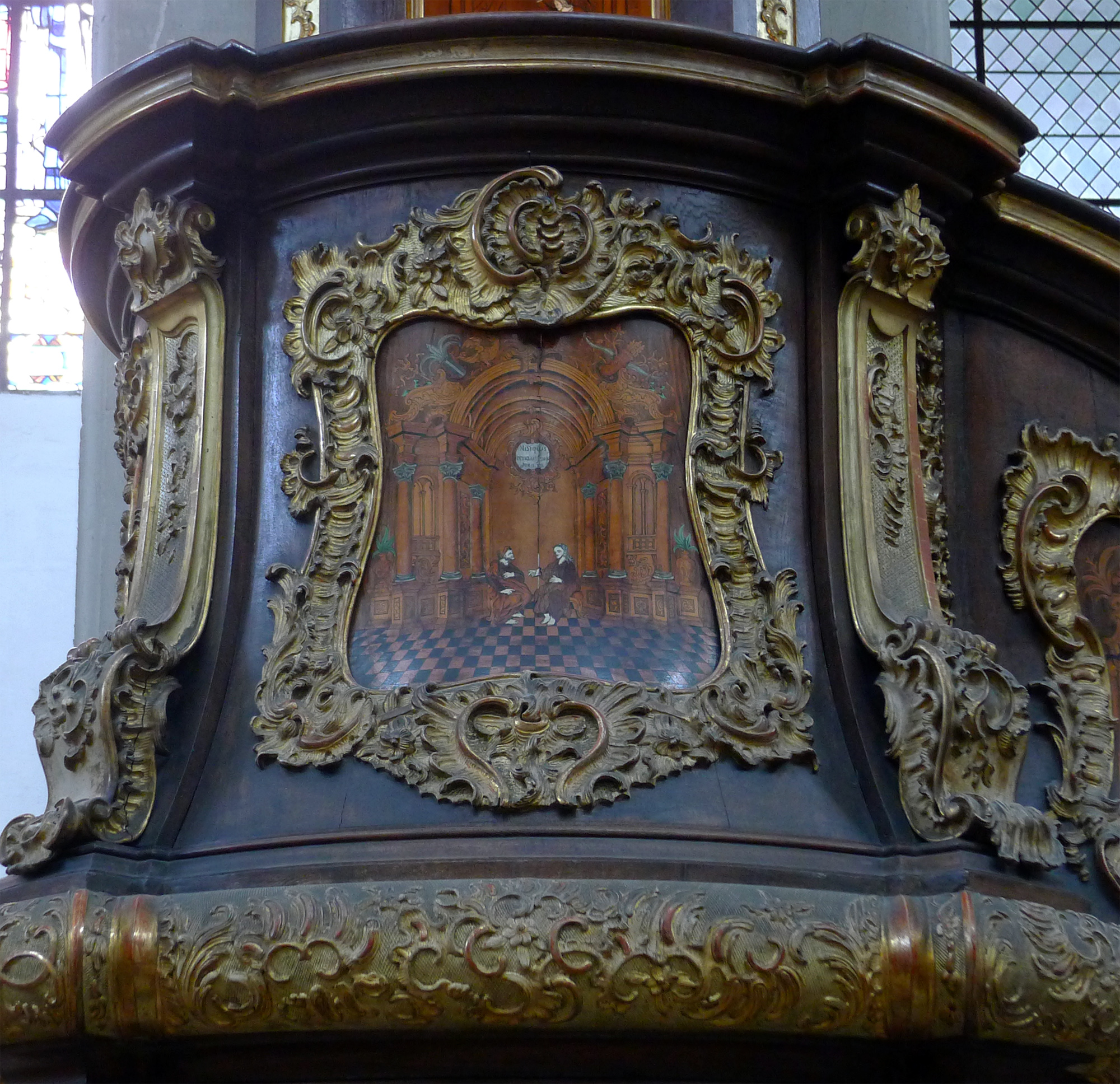
Cuve.
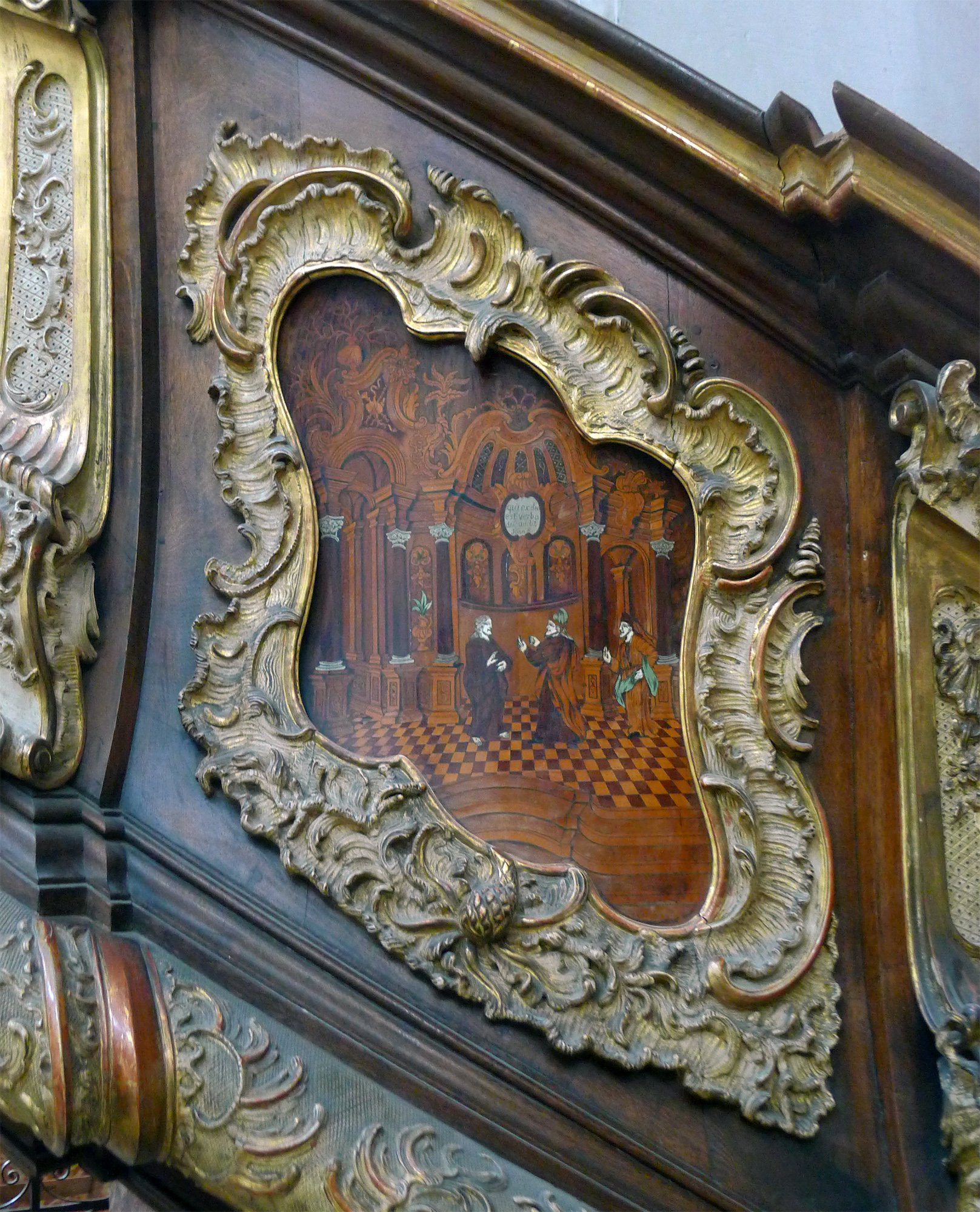
L'un des panneaux de marqueterie de l'escalier.

#### Chapelle de Sainte Geneviève
À droite en entrant se trouve la chapelle Sainte Geneviève. On y admire sur le mur de droite un tableau du peintre allemand Joachim von Sandrart représentant La Mort de sainte Anne (1640).
En dessous se trouvent plusieurs grands tableaux de l'École française du XVIIe siècle de Ferdinand Elle représentant des scènes de l'Ancien Testament, dont L'Ange apparaissant au prophète Élie, ou Samson mangeant un rayon de miel.
Sur le mur en face en entrant, à côté d'une belle chaire hexagonale sculptée, un atelier participatif dirigé par l'artiste suisse Cédric Bregnard en janvier 2020 a amené à la création de toiles sur sainte Geneviève.
En 2023, deux toiles représentant sainte Geneviève, l'une jeune devant l'autel, l'autre filant de la laine au milieu de ses moutons, sont accrochées dans la chapelle. Victime de condensation et des moisissures, elles ont fait l'objet d'une restauration sous les auspices du Conservatoire des œuvres d’art religieuses et civiles de la Ville de Paris (COARC).

Tableaux et vitraux
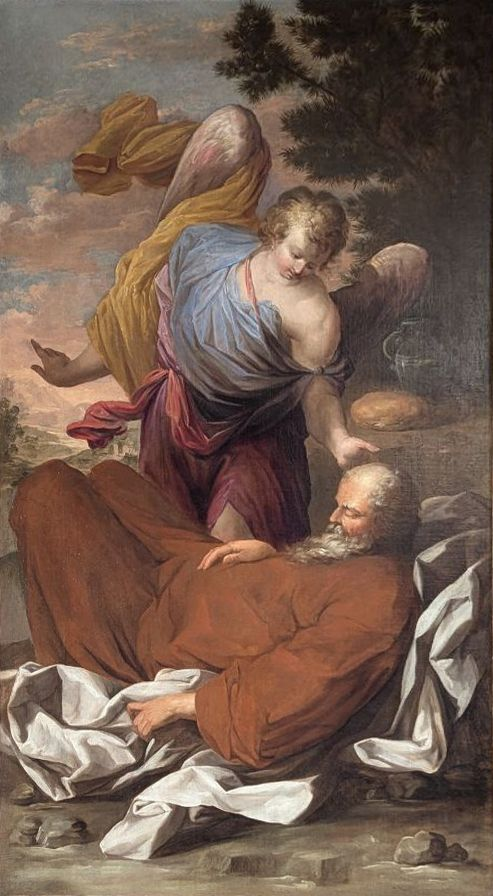
Ferdinand Elle - Le prophète Elie secouru par l'ange
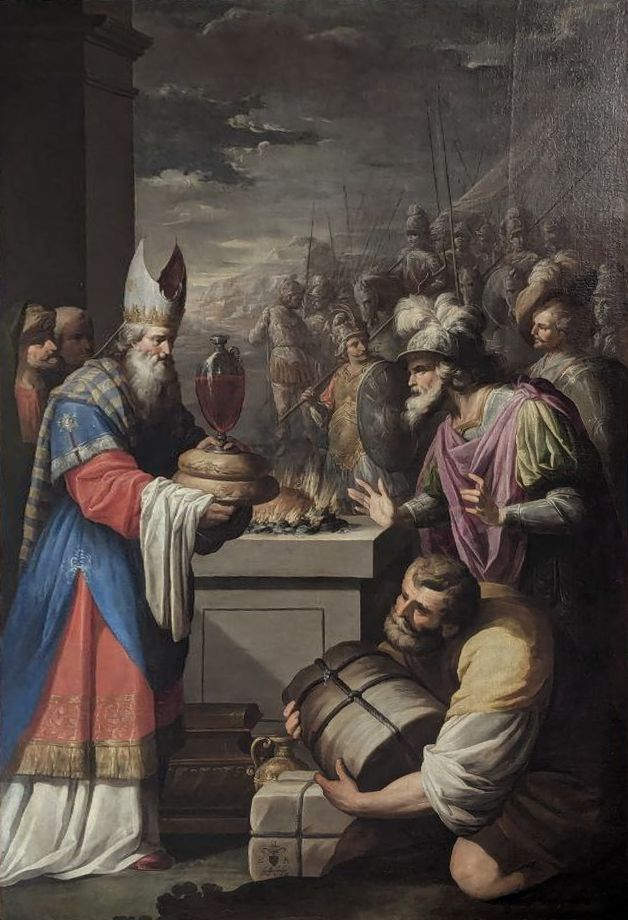
Ferdinand Elle - La rencontre d'Abraham et de Melchisédech
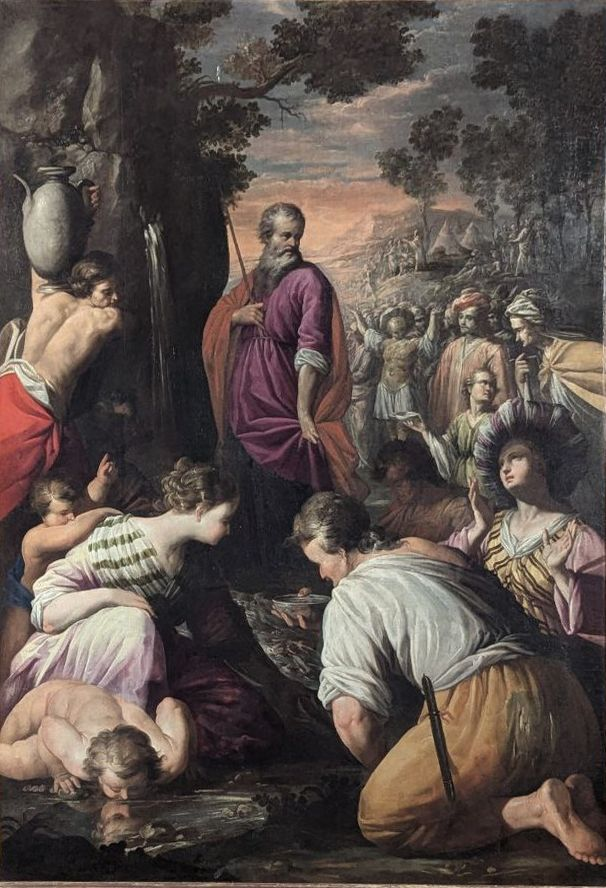
Ferdinand Elle - Moïse a frappé le rocher d'où jaillit l'eau
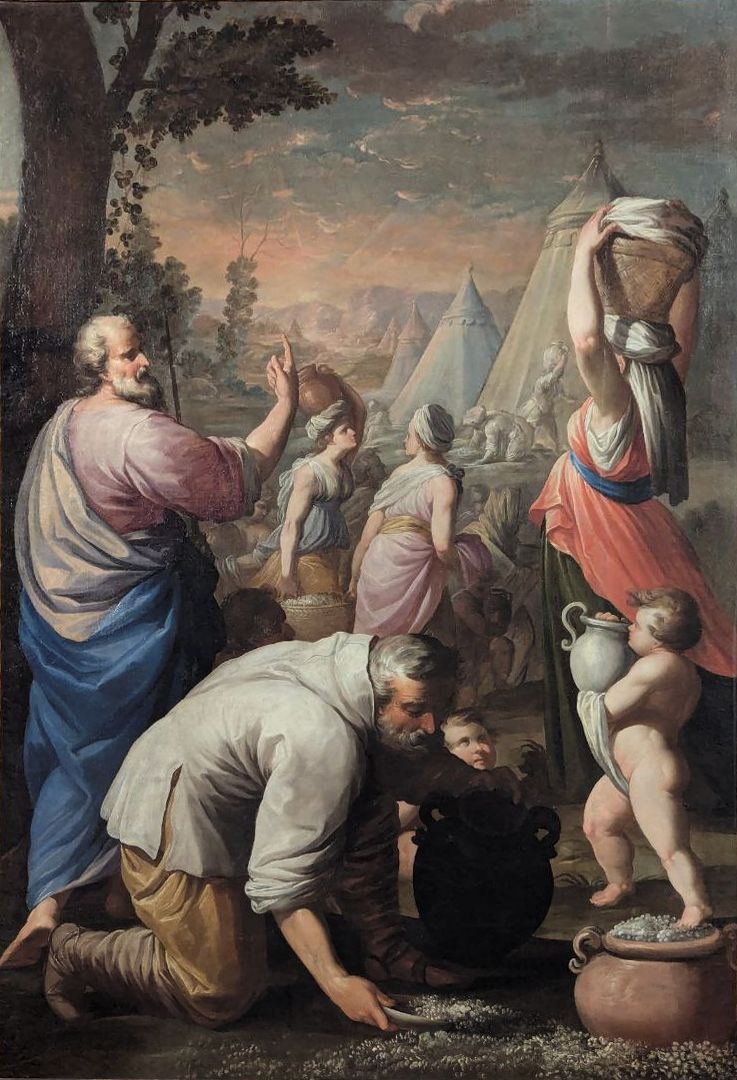
Ferdinand Elle - La Manne
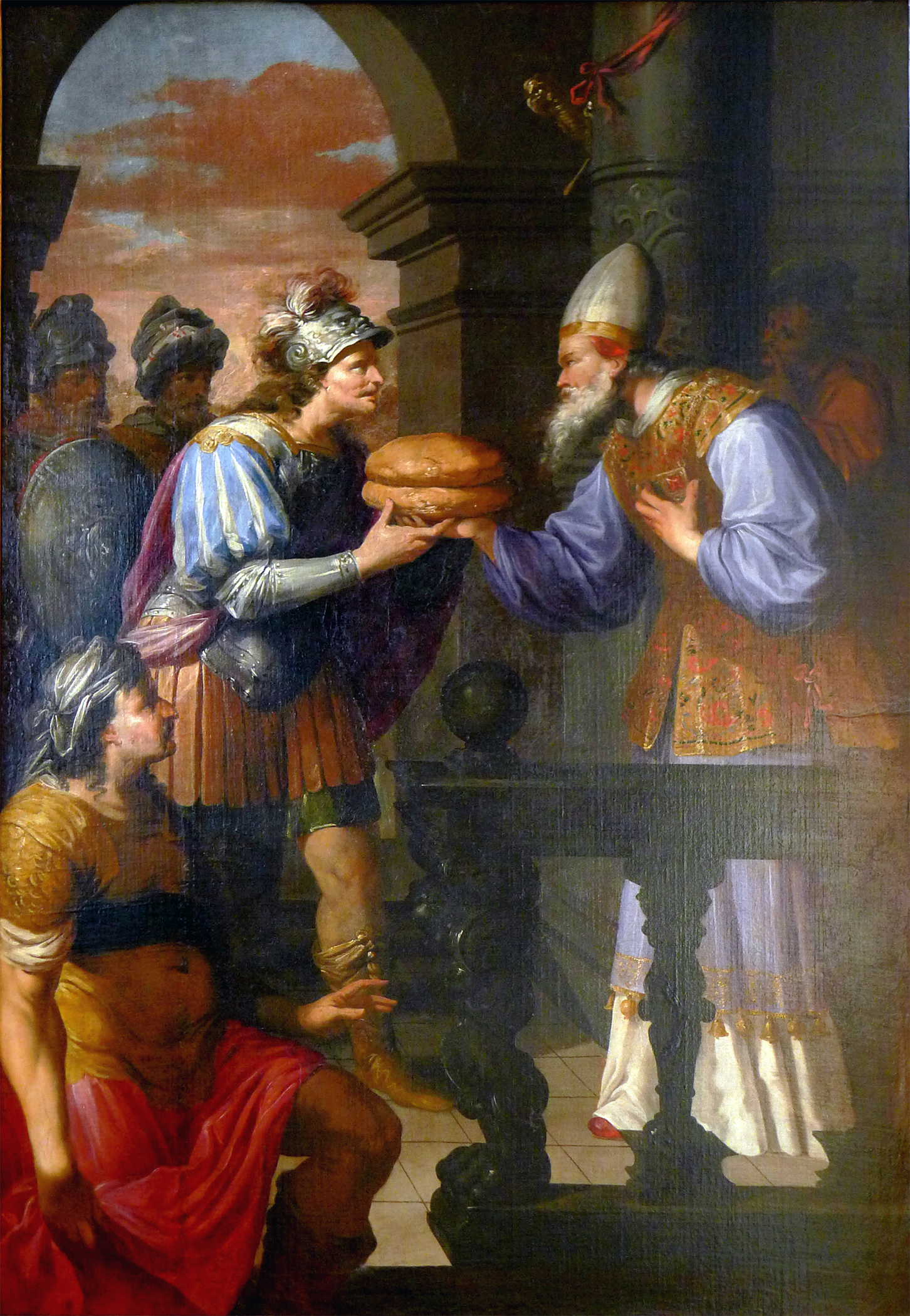
Ferdinand Elle - David et Achimélech Premier Livre de Samuel.
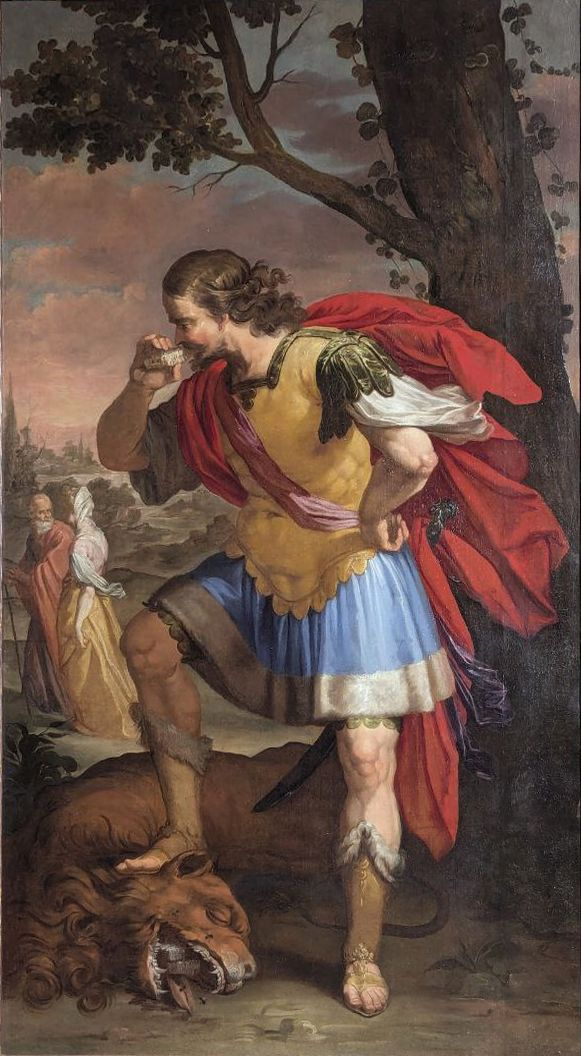
Ferdinand Elle - Samson mange un rayon de miel
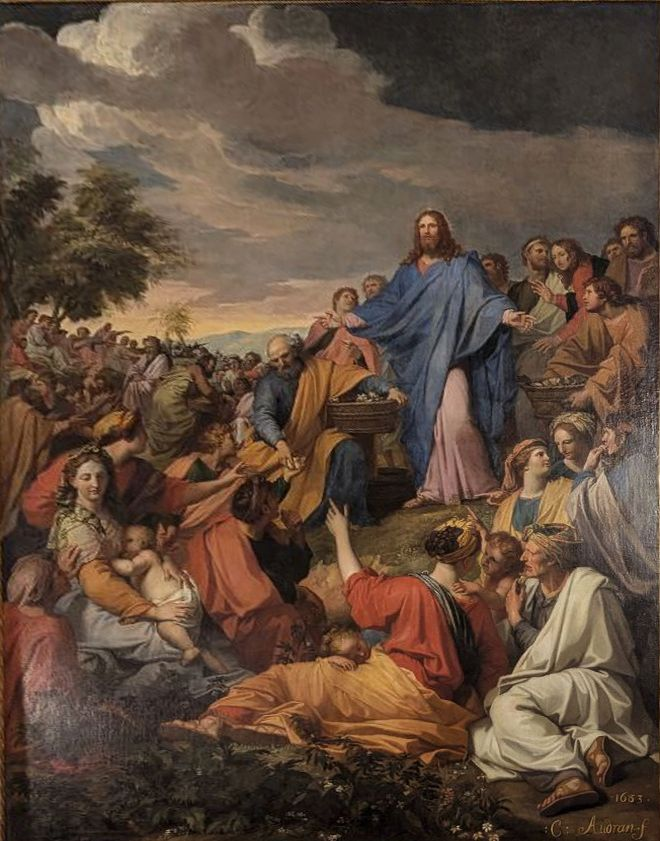
Claude Audran II - La multiplication des pains (1683)
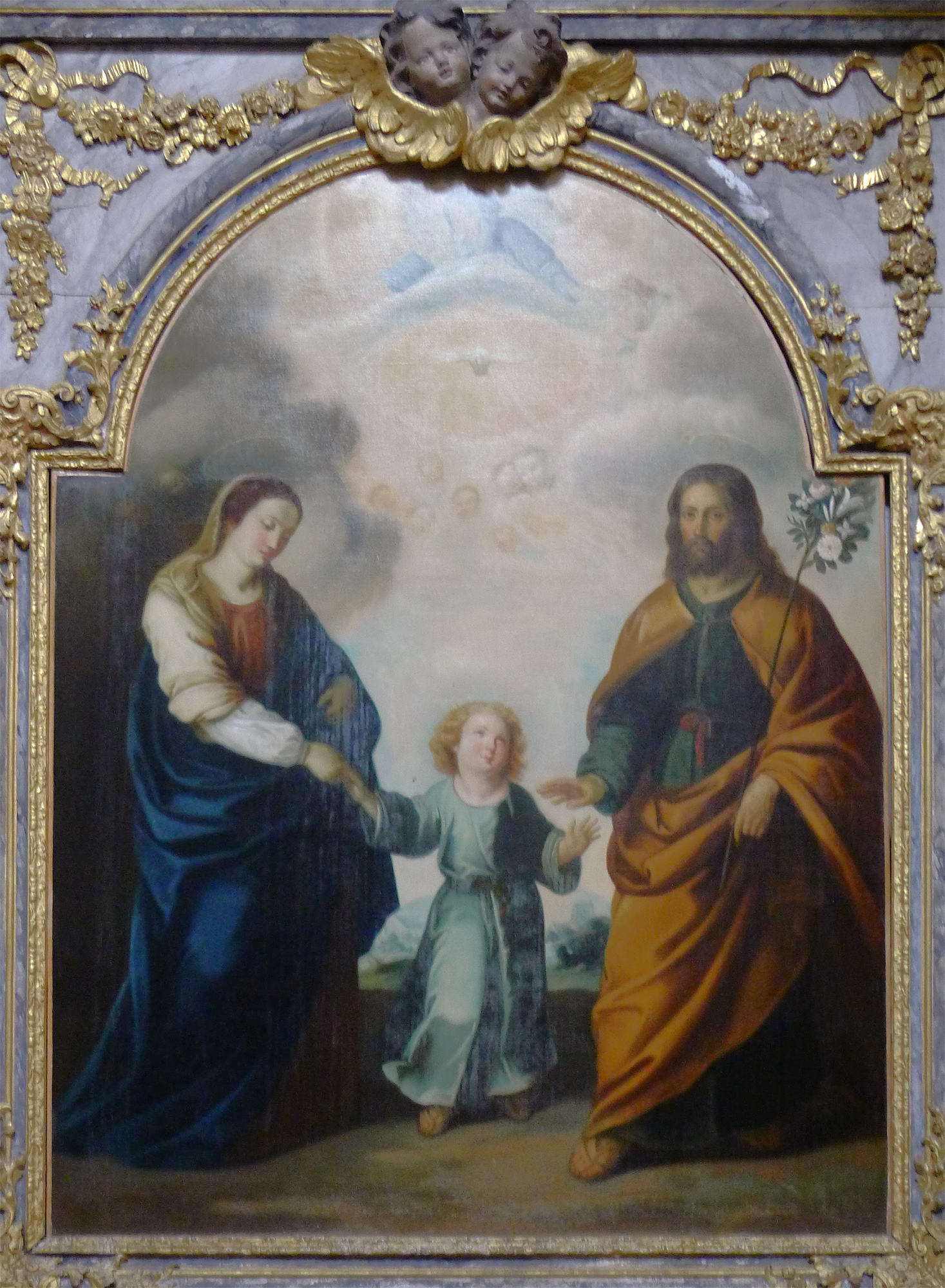
La Sainte Famille. Copie d'après Esteban Murillo..
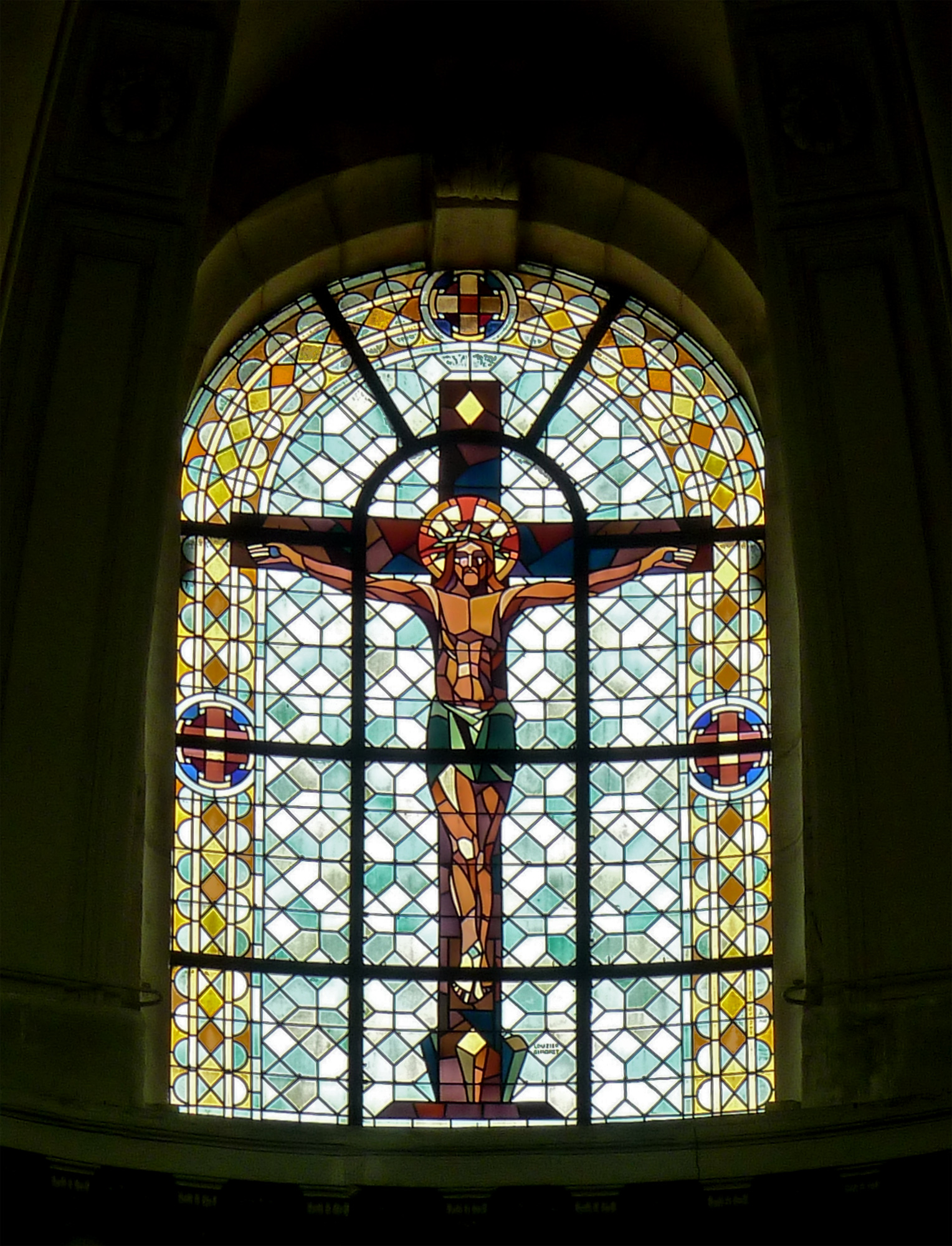
Le Christ en croix, vitrail du centre du chœur.

#### Autres tableaux
En 1873, la Ville de Paris a fait l'acquisition, pour l'église, d'une toile du peintre Charles-Henri Michel, Laissez venir à moi les petits enfants. Une Multiplication des pains de Claude Audran II (1683), commandée à l'origine par les Chartreux de Paris, se trouve dans le bas-côté droit en face de la statue de saint Antoine de Padoue.

#### Autres
Parmi les autres objets remarquables, on peut noter deux bénitiers en marbre du XVIIe siècle composés d'une coquille à godrons et supportés par un piédouche ainsi qu'un groupe en plâtre, La Vierge surmontant le globe du Monde, en arrière de l'autel.

Statues et autres objets
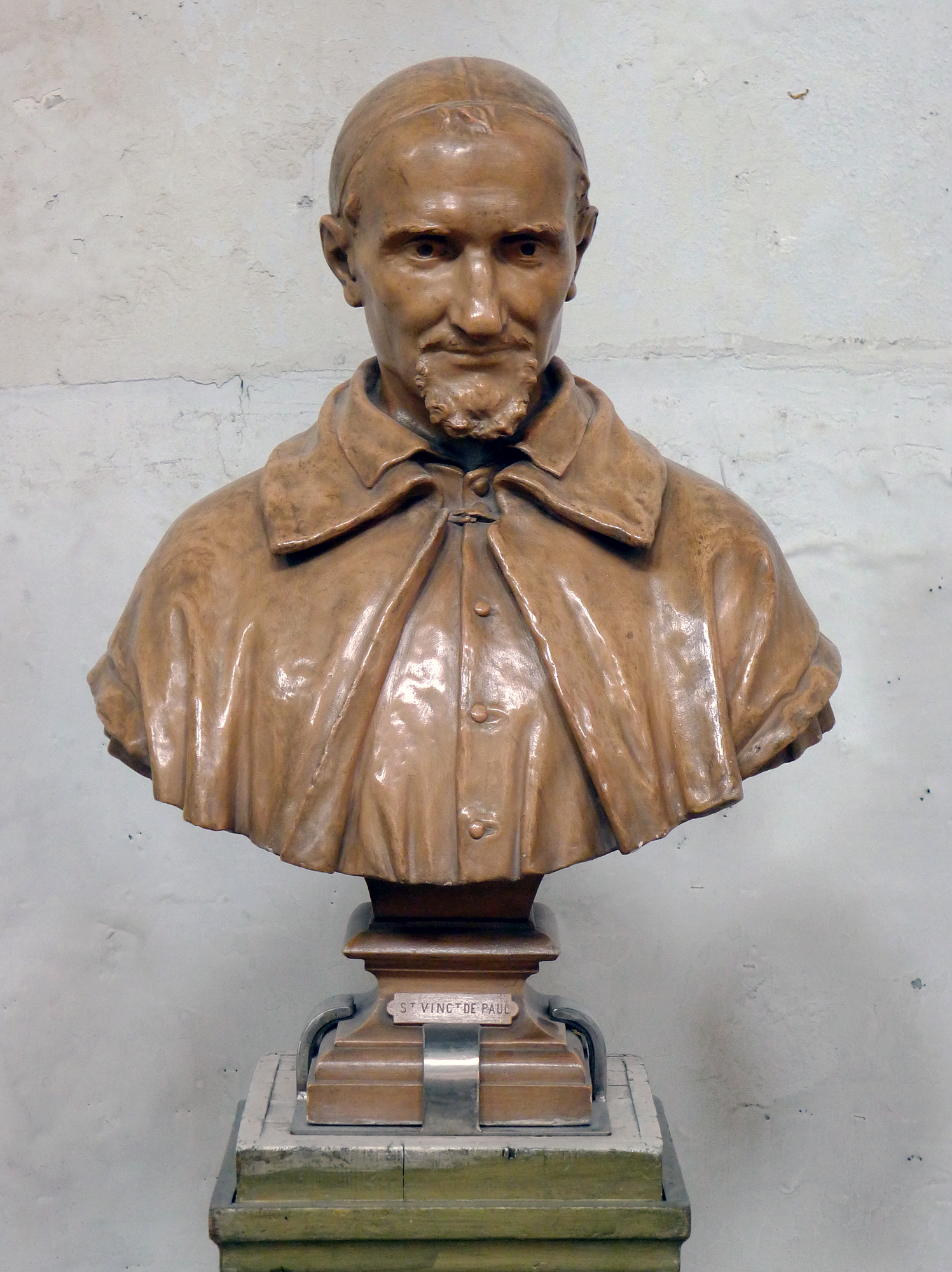
Buste de saint Vincent de Paul.
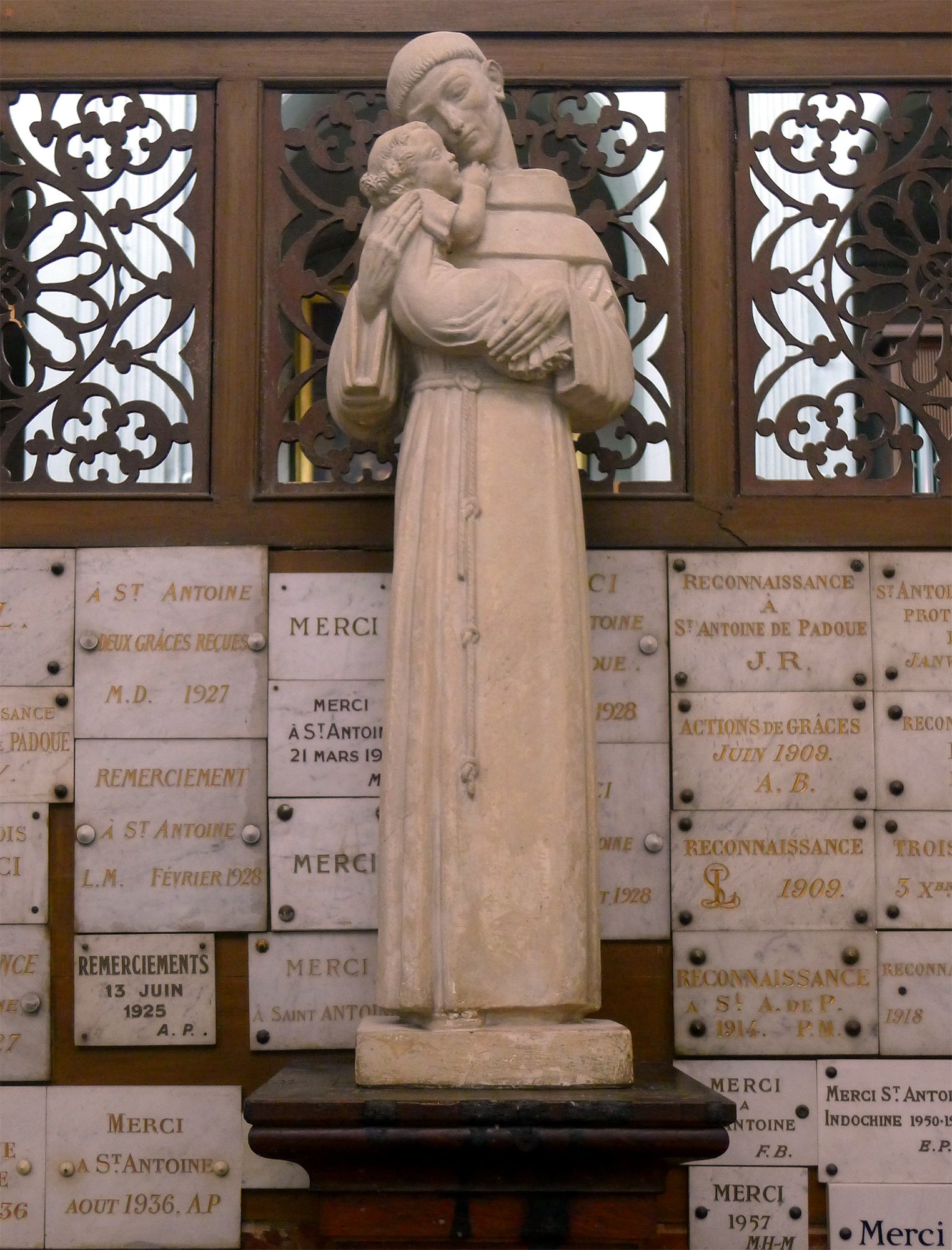
Statue de saint Antoine de Padoue, devant des ex-votos.
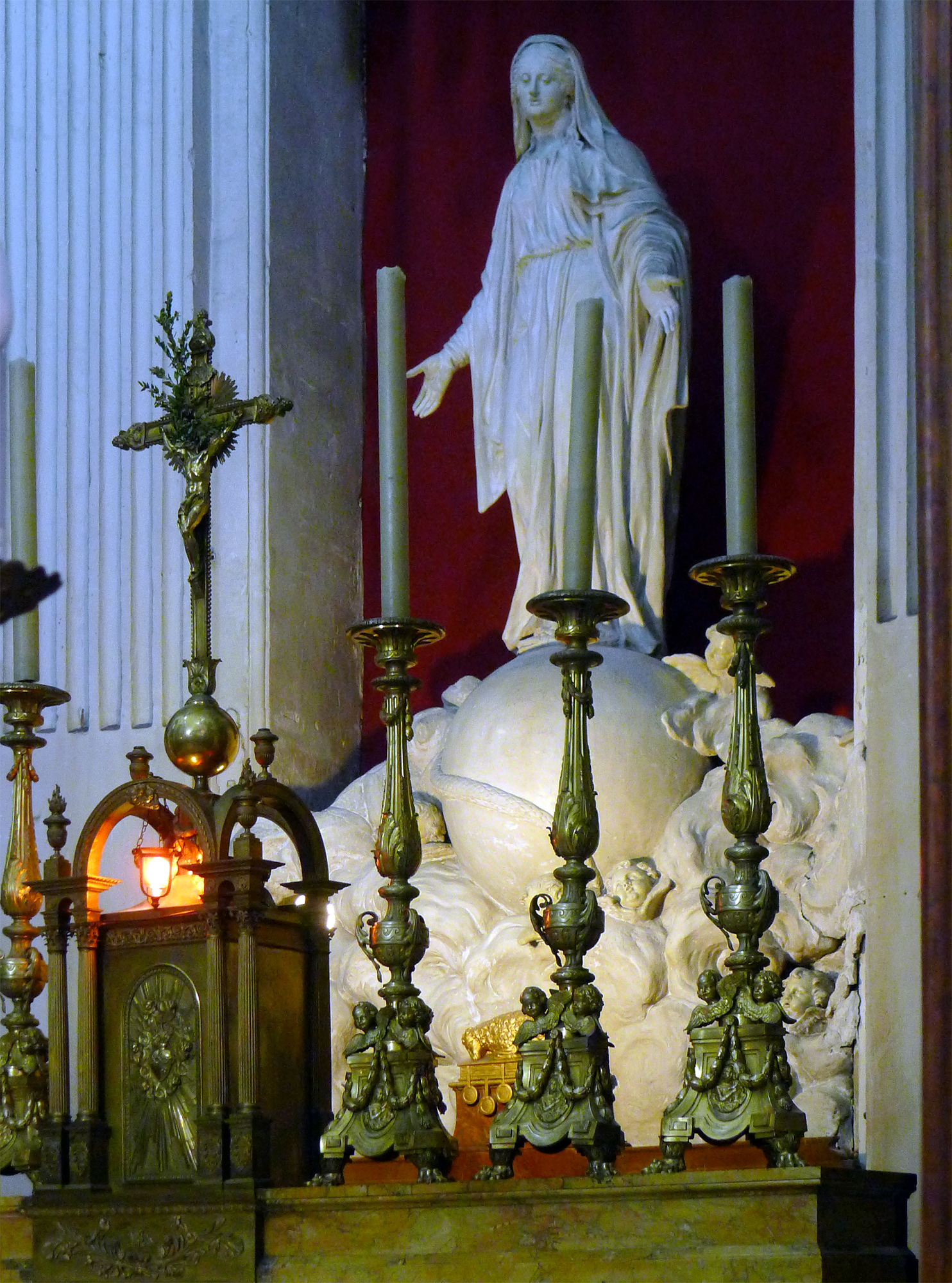
Statue de la Vierge, au-dessus du maître-autel.
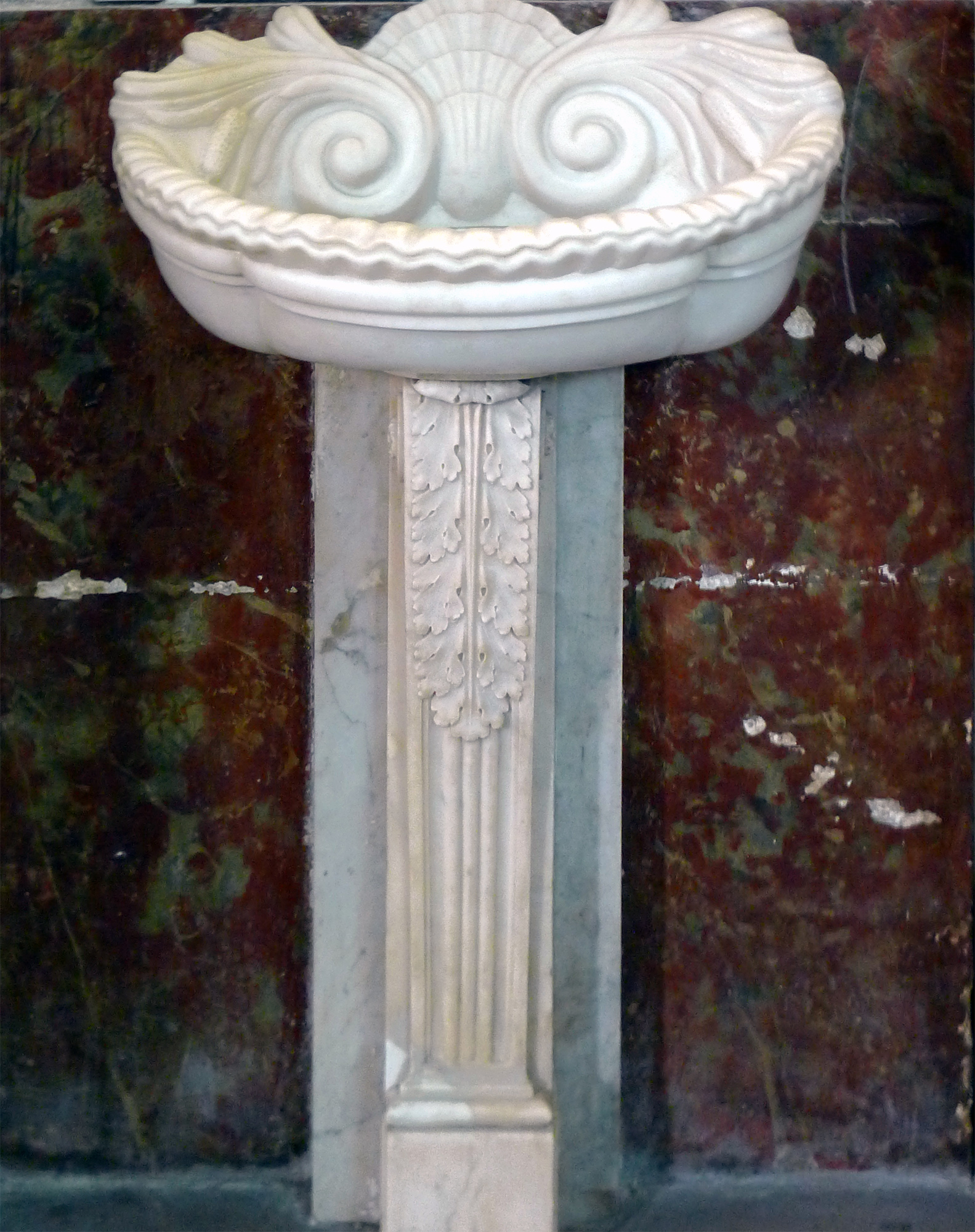
Bénitier en marbre du XVIIe siècle.

## Les orgues
L'orgue est installé en 1863 sur la tribune réalisée par Varcollier. En 1944, le souffle d'une bombe endommage les vitraux et l'orgue. Restauré par Kern entre 1962 et 1964, il est inauguré officiellement par Xavier Darasse, le 25 juin 1968.
Une association des Grandes-Orgues de Notre-Dame-des-Blancs-Manteaux existe depuis 1991, dans le but de soutenir la vie musicale de la paroisse.

L'orgue de tribune
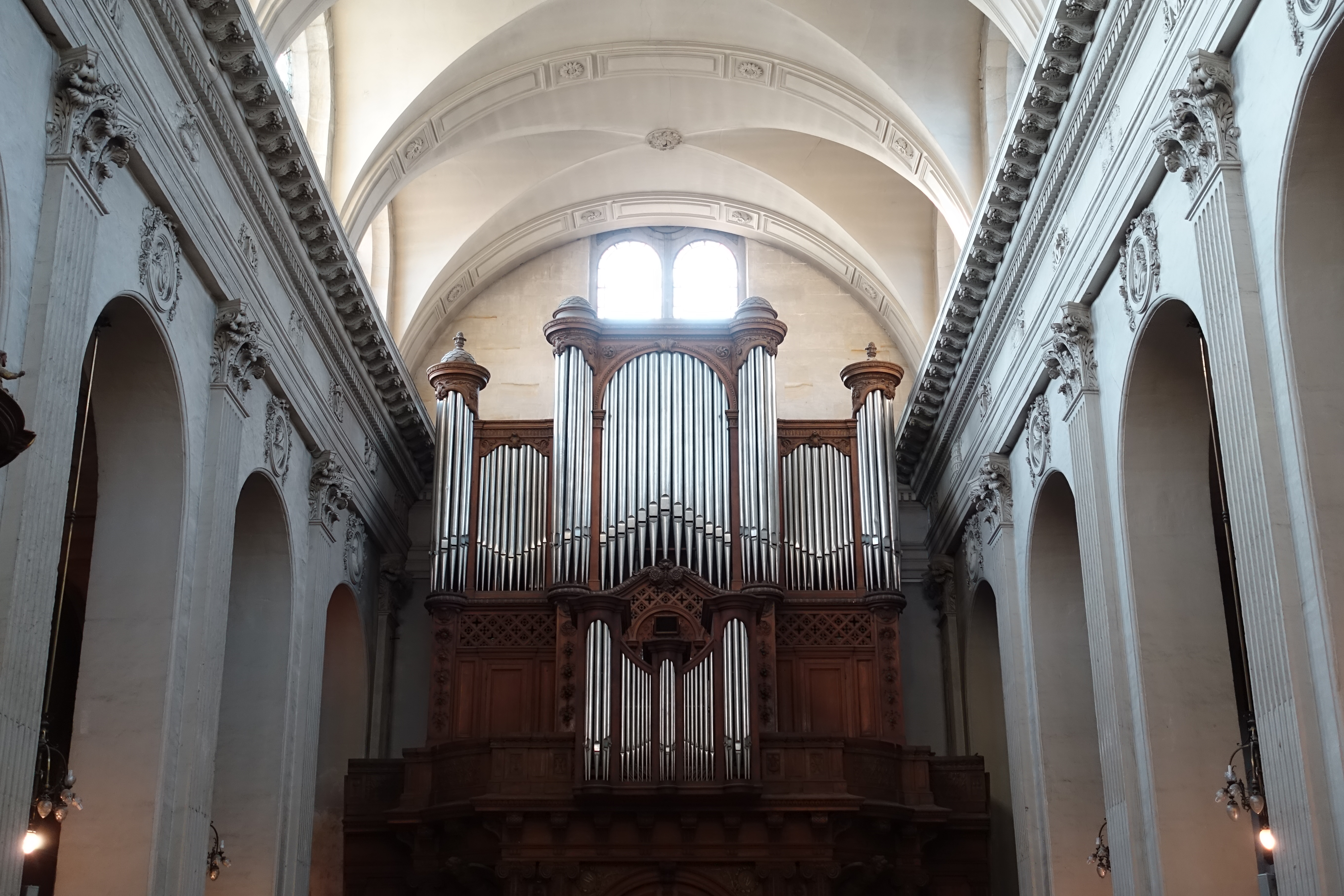
Vue d'ensemble.
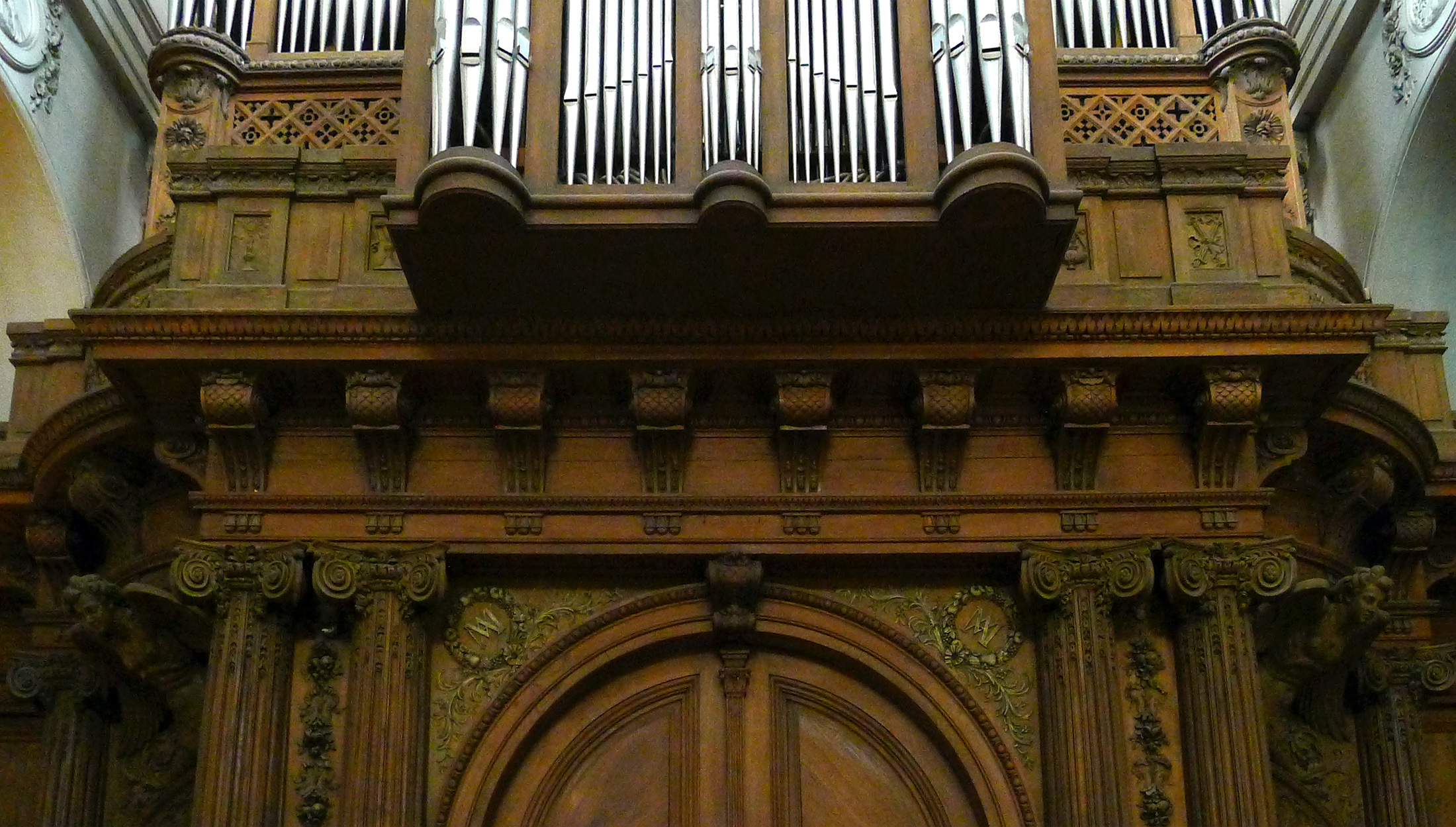
Buffet.
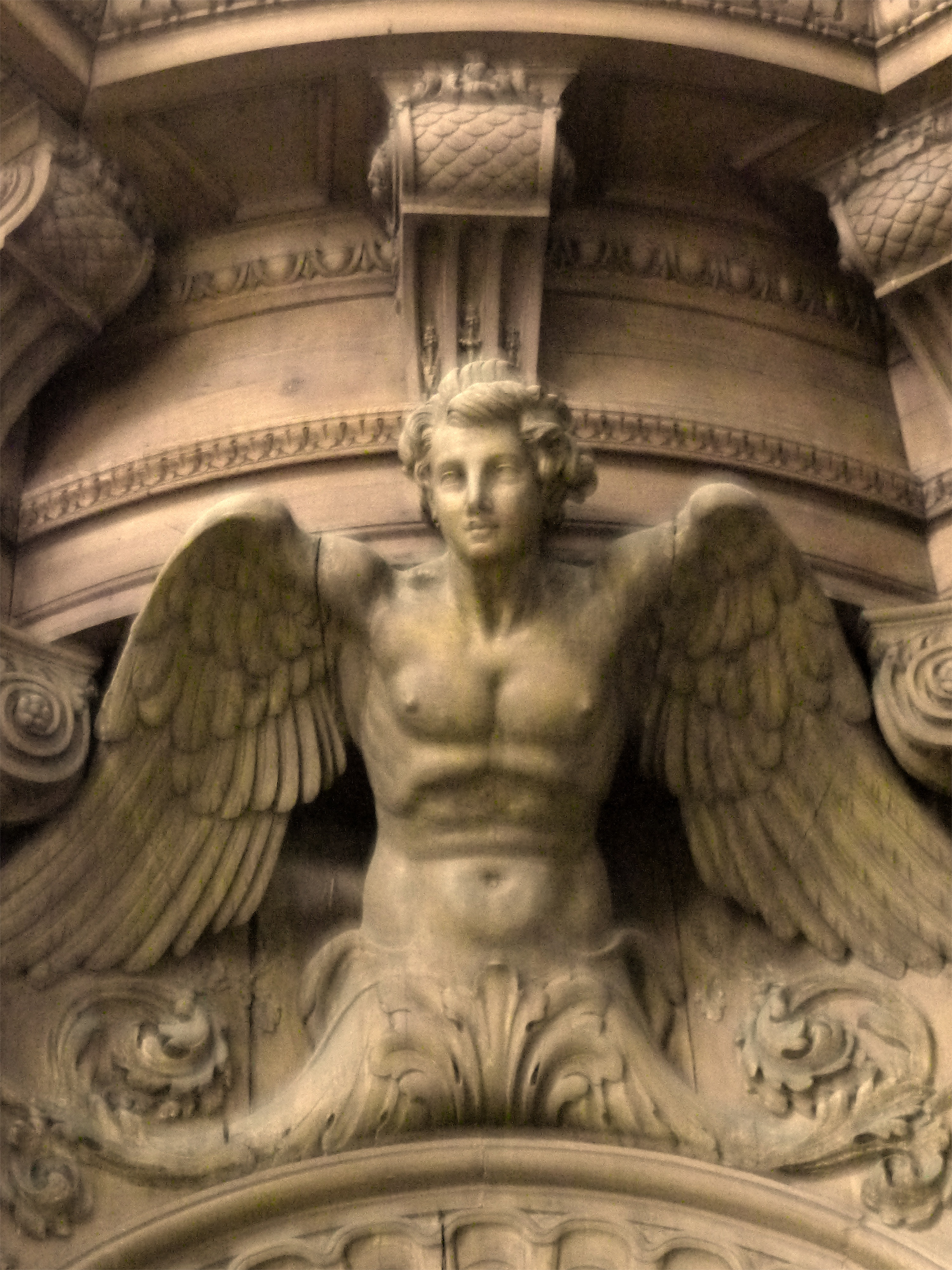
Détail du buffet.

Composition
| Grand-Orgue 56 notes |
| Bourdon 16'          |
| Bourdon 8'           |
| Flûte à cheminée 8'  |
| Prestant 4'          |
| Grosse tierce 3 1/5' |
| Doublette 2'         |
| Sesquialtera III     |
| Fourniture III-IV    |
| Cymbale IV           |
| Trompette 8'         |
| Clairon 4'           |

| Récit 56 notes      |
| Quintaton 8'        |
| Flûte cônique 8'    |
| Principal 4'        |
| Flûte à fuseau 2'   |
| Sifflet 1'          |
| Cymbale-Tierce IV-V |
| Douçaine 16'        |
| Trompette 8'        |
| Clairon 4'          |

| Positif 56 notes |
| Montre 8'        |
| Bourdon 8'       |
| Prestant 4'      |
| Flûte cônique 4' |
| Nasard 2 2/3'    |
| Doublette 2'     |
| Tierce 1 3/5'    |
| Larigot 1 1/3'   |
| Plein-Jeu IV-V   |
| Cromorne 8'      |
| Voix humaine 8'  |

| Solo 39 notes     |
| Flûte à fuseau 8' |
| Cornet V          |
| Hautbois 8'       |

| Pédale 30 notes |
| Soubasse 16'    |
| Quinte 10 2/3'  |
| Principal 8'    |
| Principal 4'    |
| Cor de nuit 2'  |
| Fourniture IV   |
| Bombarde 16'    |
| Trompette 8'    |
| Basson 4'       |

L'église possède également un orgue plus petit situé dans la partie gauche du chœur.

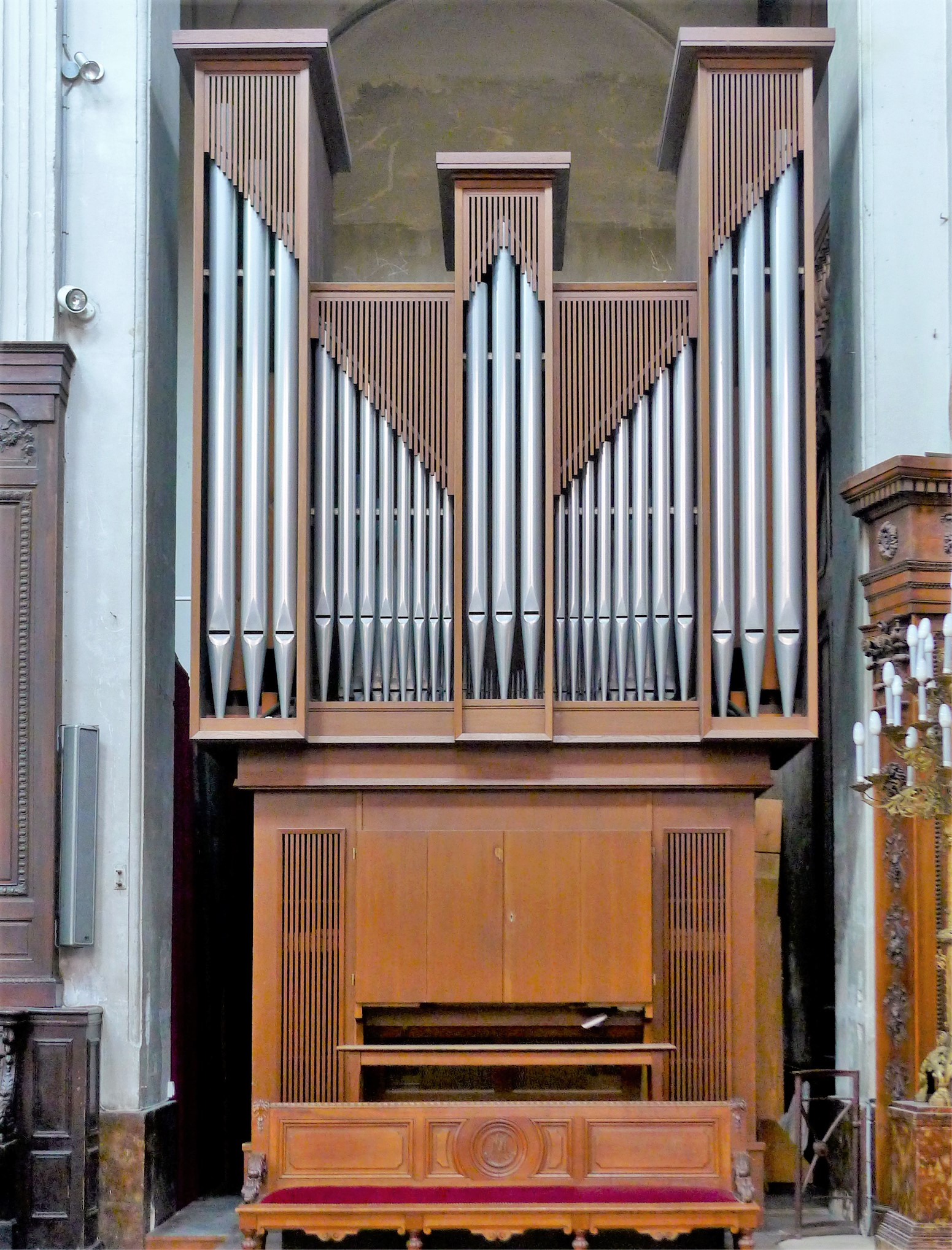
L'orgue de chœur.

Composition
| Grand-Orgue 56 notes |
| Gemshorn 8'          |
| Prestant 4'          |
| Doublette 2'         |
| Plein-Jeu IV         |

| Positif 56 notes      |
| Bourdon à cheminée 8' |
| Flûte ouverte 4'      |
| Larigot 1 1/3'        |
| Chalumeau 8'          |

| Pédale 30 notes |
| Soubasse 16'    |

## Personnes inhumées dans le couvent
Liste non exhaustive :
- Christophe de Marle, dont l'épitaphe se trouve fixée à la muraille du chœur, du côté de l'Évangile, au-dessus de la porte de la sacristie.
- Denis de Soulfour, inscription appliquée à la muraille, du même côté, près de la porte de la sacristie.
- Catherine de Bourbon († 27 avril 1594)
- Charlotte de Bourbon († 14 novembre 1520)
- Morelet du Museau († 1514)
- Jean Hurault († 1541) (époux de Jeanne Poncher, fille de Louis Poncher)
- Jeanne Briçonnet († 1548) (épouse de Robert Piédefer)
- François d'O († 1594)
- Guillaume de Longuejoue († 1503) et Madeleine de Chambellan († 1516) (frère et femme de Mathieu de Longuejoue)
- Jean Le Picart († 11 juillet 1549) et Jacquette de Champagne († 19 septembre 1522)

Au milieu de la nef : 
- Françoise de Selve († 4 avril 1578)
- Catherine Ruzé († 29 avril 1526) (épouse d'Eustache Allegrin († 1517), conseiller du Roi)
- Louis Allegrain (ou Allegrin) († 26 juillet 1554) et Louise Briçonnet
- Clérambault de Champagne († 4 novembre 1494) et Jeanne Le Folmarié († 24 août 1512)
- Jean de Paris (1352)
- Henri Gamin († 8 juin 1626), Denise de Creil († 8 juin 1626), Pierre Gamin († 11 janvier 1619)
- Jérôme de Hacqueville († 4 novembre 1628) (° vers juin 1562) et Élisabeth Gamin († 2 juin 1644)